# Museus Vaticanos

Símbolo do Museu do Vaticano.

Os Museus Vaticanos (Musei Vaticani) constituem um conglomerado de renomadas instituições culturais da Santa Sé, que abrigam extensas e valiosas coleções de arte e antiguidades colecionadas ao longo dos séculos pelos diversos pontífices romanos. Além destas instituições relativamente independentes entre si, das quais algumas possuem também subse(c)ções mais ou menos autônomas, os Museus Vaticanos supervisionam uma série de outros espaços dentro dos palácios da cidade do Vaticano, como galerias e capelas, que por si mesmos guardam alto interesse arquitetônico, histórico e artístico.
A maior parte de suas coleções estão abrigadas no Palácio dos Museus Vaticanos e na Pinacoteca Vaticana.

## Histórico
Desde a Idade Média o papado foi acumulando um significativo acervo de obras de arte, algumas remontando ao Império Romano, que eram mantidas no Patriarcado de Latrão, a antiga residência papal. Entre as peças mais importantes estavam a Loba capitolina, a Estátua equestre de Marco Aurélio e fragmentos de duas estátuas colossais representando Constantino I (veja Colosso de Constantino), mas nesse período não havia uma consciência museológica, a coleção não era sistematizada e não havia um programa de aquisições. Somente ao longo do Renascimento, quando surgiu um renovado interesse pela arte e cultura clássicas da Antiguidade, e os grandes aristocratas começaram a formar importantes coleções privadas de relíquias arqueológicas e objetos de arte antigos, é que a ideia moderna de museu começou a se formar.

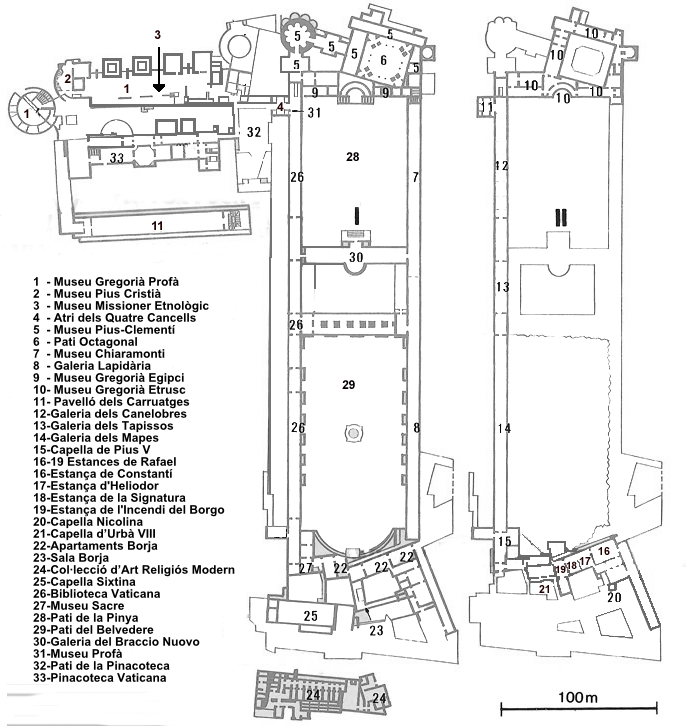
Planta dos Museus Vaticanos

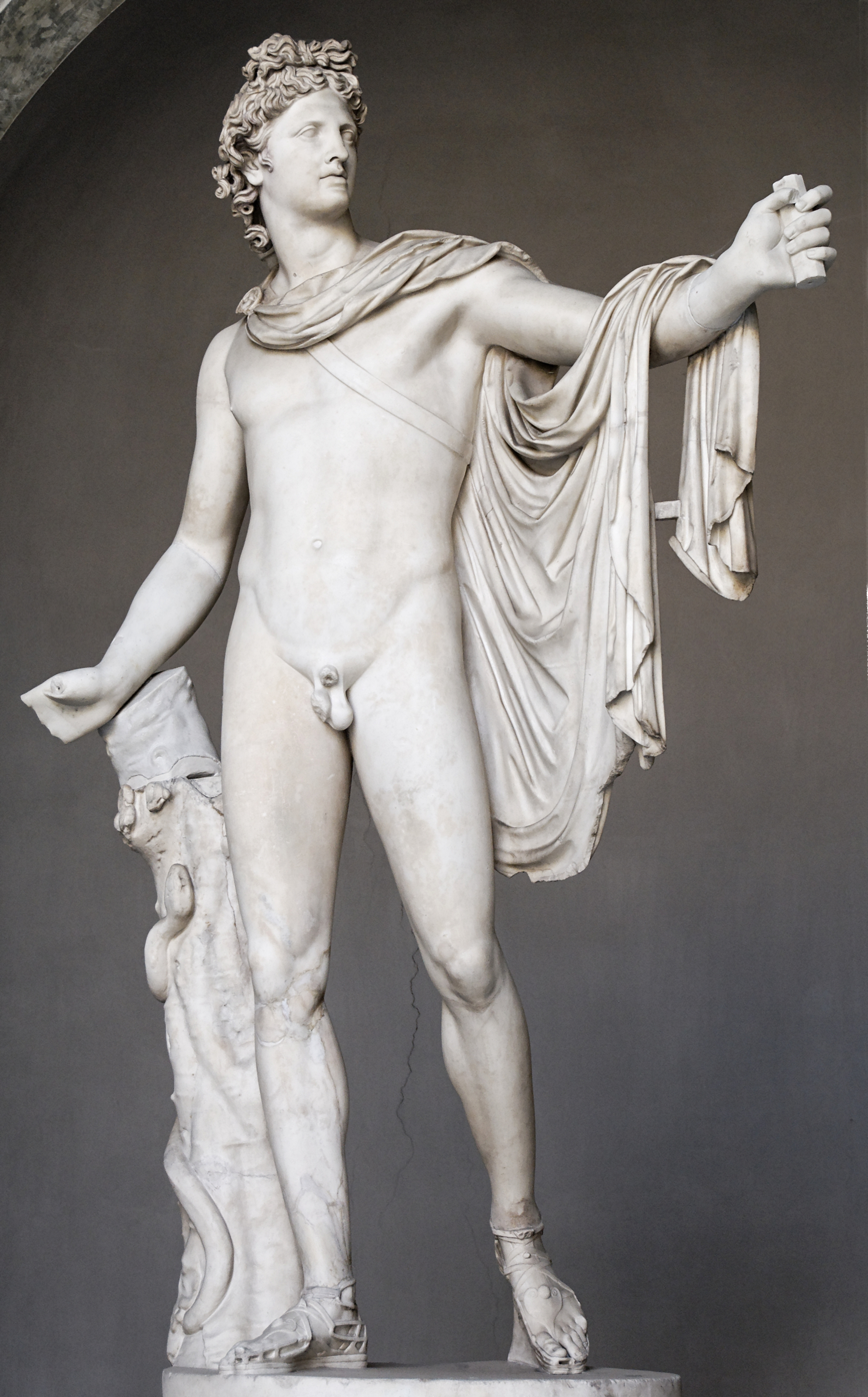
O Apolo Belvedere, a primeira obra incorporada aos Museus Vaticanos

Acompanhando essa tendência, em 1503 o papa Júlio II transferiu para o Vaticano o Apolo Belvedere, instalando-o num pequeno palácio de repouso projetado por Pollaiuolo para Inocêncio VIII, o Palazzetto. A fim de aproveitar melhor o espaço, Júlio II incumbiu Bramante da construção de uma galeria para conectá-lo aos seus aposentos privados (hoje conhecidos como as Salas de Rafael) no Palácio do Vaticano. As obras incluíam a criação de um pátio, onde seria plantado um pomar de laranjeiras adornado com fontes, o antecessor do atual Pátio do Belvedere. Os muros do pátio teriam nichos, onde seriam instaladas esculturas e outras peças, entre elas o Apolo, treze grandes máscaras de mármore e a estátua da Vênus Félix. Em 1506 a incipiente coleção foi enriquecida com o Grupo de Laocoonte, descoberto neste ano nas Termas de Trajano. Pouco depois o pátio recebeu uma obra de Ulisse Aldovrandi representando Hércules com o pequeno Télefo.
Em 1512 a fonte foi embelezada com duas grandes estátuas jacentes de deuses fluviais, representando os rios Tibre e Nilo, descobertas no Campo de Marte. Foi comprada a Ariadne adormecida da coleção do cardeal Maffei, e uma outra estátua de um deus fluvial foi transformada em uma fonte por Michelangelo. Este pátio se tornou conhecido na época como Antiquário das Estátuas, e foi mantido como um espaço privado, onde somente eram recebidos convidados especiais. Artistas de renome também tinham acesso à coleção, como Michelangelo, Rafael, Francisco de Holanda, Baccio Bandinelli e Leonardo da Vinci, que estudaram e fizeram desenhos das obras expostas. No pontificado de Clemente VII (1523-1534) as aquisições continuaram, destacando-se um torso de Hércules, o chamado Torso do Belvedere, muito louvado na época, e uma cópia romana da Afrodite de Cnido de Praxíteles. Em 1543 foi incorporada uma estátua de Hermes encontrada nas vizinhanças do Castelo de Sant'Angelo, que preencheu o último nicho ainda vazio.
Júlio III fez algumas reformas do Antiquário, mas seus dois sucessores, Paulo IV e Pio IV, preferiram investir na decoração do Teatro do Belvedere e na Casina, adornando-os com estátuas antigas. No período da Contra-Reforma a presença de estátuas pagãs no Vaticano passou a ser considerada inadequada. O papa Pio V removeu muitas obras, algumas doadas ao Antiquário do Capitólio, que mais tarde deu origem aos Museus Capitolinos, e outras para o duque de Florença, o cardeal de Augsburgo e o arquiduque Maximiliano II. Pio V chegou a pensar em desfazer-se de toda a coleção, e isso só não aconteceu por intervenção de alguns cardeais. Assim, o papa selecionou algumas peças que julgou aceitáveis, mas impôs que permanecessem fora das vistas do público, ordenando que os nichos fossem fechados com portas de madeira.
O interesse pelo colecionismo só voltou a aparecer quando Clemente XI subiu ao trono papal em 1700. Aconselhado pelo antiquário Francesco Bianchini, o papa organizou o Museu Eclesiástico no Belvedere, composto principalmente por baixos-relevos e inscrições, reunidos para documentar a história primitiva da Igreja. O Museu Eclesiástico teve vida curta, dissolvido antes do fim do seu pontificado, mas a ideia de um museu papal foi mantida viva pelos responsáveis pela Biblioteca Vaticana, e sob Clemente XII (1730-1740) foi montada na Galeria Clementina uma exposição de moedas com a aquisição da coleção do cardeal Alessandro Albani e de vasos etruscos com a coleção do cardeal Filippo Antonio Gualterio. O papa seguinte, Bento XIV, era um erudito e amante da arte, e adquiriu várias coleções importantes: a do cardeal Gaspare Carpegna, com vasos de porcelana, pinturas e relíquias das catacumbas; a de Francesco Ficoroni, a do padre Gori e a de Saverio Scilla, com grande número de moedas pontifícias, e as de vasos de ouro reunidas pelo senador Buonarroti e pelo cardeal Flavio Chigi. Para abrigar a rica coleção doada por Francesco Vettori, o papa decidiu criar o Museu Cristão. Clemente XIII (1758-1789) reorganizou a coleção profana num espaço especialmente construído no fim da Galeria Clementina, nomeando-o Museu Profano, com um acervo de moedas, relevos, marfins e bronzes. Nesta época as coleções começam a ser conhecidas pelo nome de Museu Vaticano.

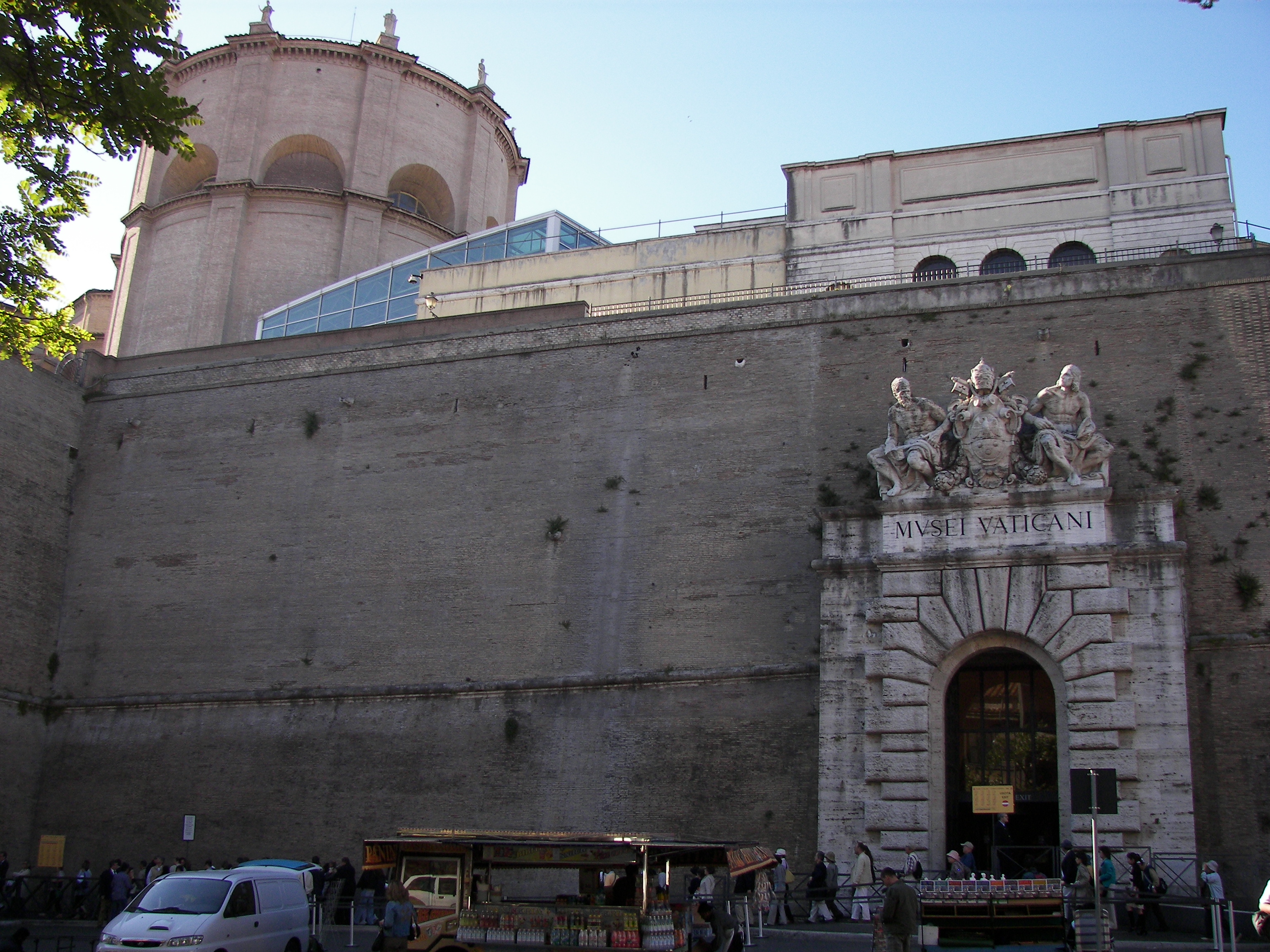
Entrada dos Museus Vaticanos

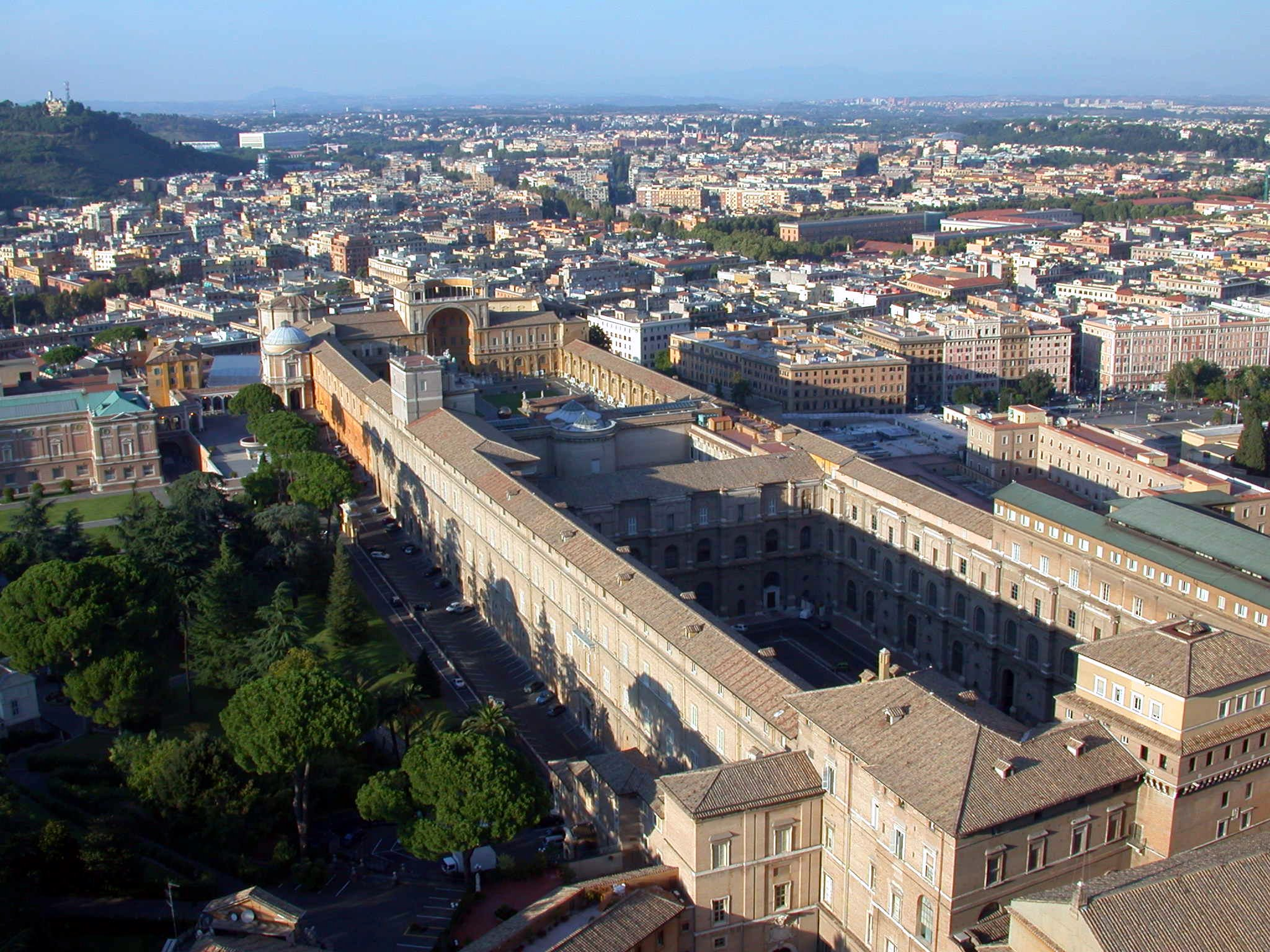
O complexo do Palácio dos Museus Vaticanos visto a partir da cúpula da Basílica de São Pedro

O estudo da Antiguidade continuava em alta e a ciência da Arqueologia estava se consolidando. Muitas escavações eram realizadas na Itália, e Roma se tornou o maior centro europeu de comércio de antiguidades. A Igreja detinha o privilégio de adquirir, à sua escolha, antes de outros colecionadores, um terço de todos os achados das escavações no Lácio e em muitos casos adquiria uma proporção muito maior, ao mesmo tempo em que o papado buscava entre os nobres a aquisição de peças suplementares. Clemente XIV (1769-1774) teve grande preocupação em impedir que peças importantes encontradas nas escavações não saíssem de Roma, preservando obras de grande relevo como a Coleção Mattei, os chamados Candelabros Barberini e a estátua de Meleagro de Escopas. O contínuo afluxo de novas peças exigia mais espaços para guarda, e Clemente incumbiu o arquiteto Alessandro Dori de remodelar o Palazzetto do Belvedere, criando a Galeria de Estátuas, a Sala dos Bustos e a Sala dos Animais. O Pátio também foi reformado, as portas de madeira dos nichos foram removidas e foi construído um pórtico monumental. As obras de reorganização se estenderam à Biblioteca Vaticana, com a sistematização das coleções de epígrafes e papiros e redecoração dos seus espaços.
Pio IX (1775-1799) deu continuidade às obras em uma escala ainda mais vasta, consolidando o que se chamou Museu Pio-Clementino, que pode ser considerado o núcleo inicial dos Museus Vaticanos em sua forma moderna. Construiu duas novas alas e um complexo de grandes galerias, incluindo uma nova Sala dos Animais, a Sala das Musas, a Sala Redonda e a Sala da Cruz Grega, além de interligar os edifícios e incrementar a decoração com mármores, afrescos e estuques. Entre as aquisições mais preciosas de seu pontificado estão os grupos das Musas e dos Filósofos encontrados na Villa de Cássio, o Apolo Sauróctono de Praxíteles, o colossal Gênio de Augusto, a Juno Sóspita achada na antiga Lanúvio, a Afrodite de Doidalsas, uma cópia do Discóbolo de Míron e o Mosaico das Máscaras.
Com a invasão de Roma em 1798 por Napoleão Bonaparte muitas obras foram confiscadas e levadas a Paris, entre elas o Apolo Belvedere e o Grupo de Laocoonte, desfalcando seriamente o acervo papal. Pio VII (1800-1823) procurou compensar as perdas adquirindo grande quantidade de outras peças, proibiu a saída de antiguidades dos Estados Pontifícios, fundou o Museu Chiaramonti e expandiu-o com o Braço Novo, construiu a Galeria Lapidária para lápides e epígrafes antigas, e indicou o escultor Antonio Canova como Inspetor-Geral de Antiguidades e Belas Artes, que conseguiu em 1816 trazer de volta para Roma a maior parte do espólio tomado por Napoleão, mas as coleções de moedas e gemas havia sido em sua maior parte dispersa. Também criou a Pinacoteca Vaticana, reunindo obras do Palácio Vaticano e dos Museus Capitolinos, afrescos antigos e pinturas dispersas pelas igrejas e mosteiros dos Estados Pontifícios. Leão XII (1823-1829) adquiriu várias obras importantes, entre elas estátuas da antiga Villa de Adriano, relevos do Fórum de Trajano, o Mársias de Míron, um grupo de retratos da família imperial Júlio-Claudiana e o Mosaico dos Atletas encontrando nas Termas de Caracala, além de enriquecer a Pinacoteca e criar a Galeria dos Candelabros.
Gregório XVI (1831-1846) continuou a obra de seus antecessores, fundando o Museu Etrusco (1828) e o Museu Egípcio (1839) com achados em escavações e com peças espalhadas em várias coleções públicas e estatais, e o Museu Gregoriano Profano de Latrão (1844), com uma seleta de peças greco-romanas de caráter pagão que não foram consideradas adequadas para permanecer em exposição nos recintos do Vaticano. Foi ampliado em 1854 sob Pio IX (1846-1878) com a ramificação do Museu Pio-Cristão, com esculturas, sarcófagos e outras obras de caráter cristão. Importantes descobertas arqueológicas foram feitas durante seu pontificado, sendo incorporadas às coleções, como o Augusto de Prima Porta, o Apoxiômenos de Lísipo e um grande Hércules de bronze. Mas quando a capital do Reino de Itália foi transferida de Florença a Roma em 1870, o papado perdeu seu privilégio sobre as aquisições arqueológicas, e a entrada de novos itens foi muito reduzida.
No século XX, o interesse aquisitivo se diversificou, foram criados museus etnológicos, históricos e de arte moderna, e as coleções começaram a ser reorganizadas de acordo com critérios museológicos mais aprimorados. Pio X estabeleceu em 1910 o Lapidário Hebreu, com inscrições de antigos cemitérios judeuss de Roma doadas pelos marqueses de Pellegrini-Quarantotti. A Pinacoteca foi instalada pelo Pio XI em um edifício especialmente construído para ela, e em 1926 foi fundado o Museu Missionário-Etnológico. João XXIII reorganizou as coleções do Museo Gregoriano Profano, do Museo Pío-Cristão e do Lapidário Hebreu e as transferiu do Palácio de Latrão para o atual edifício dentro do Vaticano, inaugurado em 1970. Em 1973 foi criada a Coleção de Arte Religiosa Moderna e Contemporânea, sendo instalada nos Apartamentos Borgia. No mesmo ano foi organizado o Museu Histórico do Vaticano, com uma série de retratos papais expostos nos apartamentos papais de Latrão e uma se(c)ção de carruagens e automóveis. Em 2000 foi inaugurada uma nova entrada para o complexo de museus, com instalações para vários serviços e onde são expostas obras de arte especialmente criadas para o ambiente. No itinerário dos Museus Vaticanos estão incluídos os Palácios Vaticanos, onde se encontram outros espaços e coleções de grande importância como a Capela Sistina, as Salas de Rafael, a Galeria dos Mapas, a Galeria das Tapeçarias e os Apartamentos Borgia.

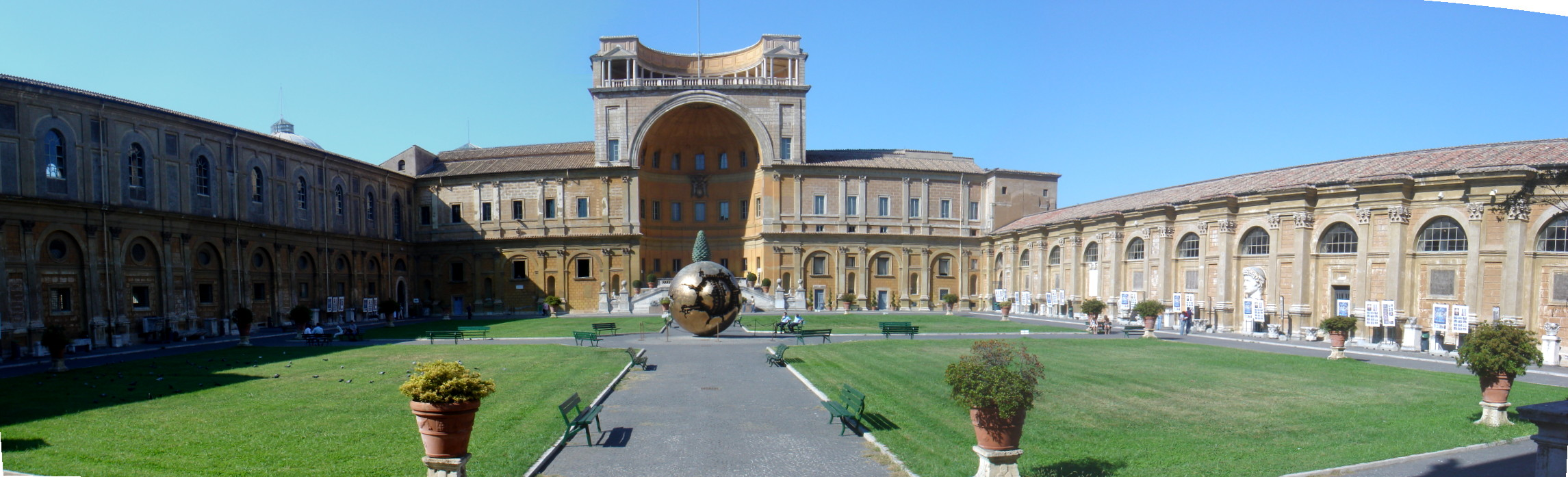
Jardim da Pinha

## Museu Pio-Clementino
Fundado em 1771 pelo Papa Clemente XIV, de início continha obras do Renascimento e Antiguidade, mas a coleção foi reestruturada por Pio VI para receber obras gregas e romanas. Atualmente compreende 54 salas de exposição. Algumas das principais são:
- Gabinete do Apoxiômenos, especialmente dedicado à exposição de uma importante cópia romana de um atleta de Lísipo, no momento em que realiza a higiene após a competição. Na sequência se encontra a famosa escadaria de Bramante, uma joia da arquitetura barroca.
- Pátio Octogonal, com importante estatuária, onde primam o celebre Grupo de Laocoonte e seus filhos, o Apolo Belvedere, cópia de Leocarés, e o Perseu com a cabeça da Medusa de Canova.
- Sala dos Animais, com estatuária zoomórfica romana, extensamente restaurada no século XVIII.
- Galeria das Estátuas, com importante estatuária com peças como o Apolo Sauróctono, cópia de Praxiteles, a Ariadne adormecida, da escola pergamena, e o Candelabro Barberini.
- Sala das Musas, com esculturas gregas, das quais são notáveis o grupo de Apolo e as Musas e o Torso Belvedere, de Apolônio de Atenas.
- Sala da Rotunda: cujo nome deriva da bela cúpula de cobertura, obra de Michelangelo Simonetti, contém diversos mosaicos e estatuária, onde se destaca o Hércules dourado.
- Gabinete de Máscaras, cujo nome provém de um mosaico no piso encontrado na Villa Adriana. Também abriga estátuas importantes como uma cópia da Afrodite de Cnido, de Praxiteles.
- Sala da Cruz Greca: com um grande mosaico instalado no centro, proveniente de Túsculo, e os sarcófagos de Constâncio Cloro e Helena de Constantinopla.

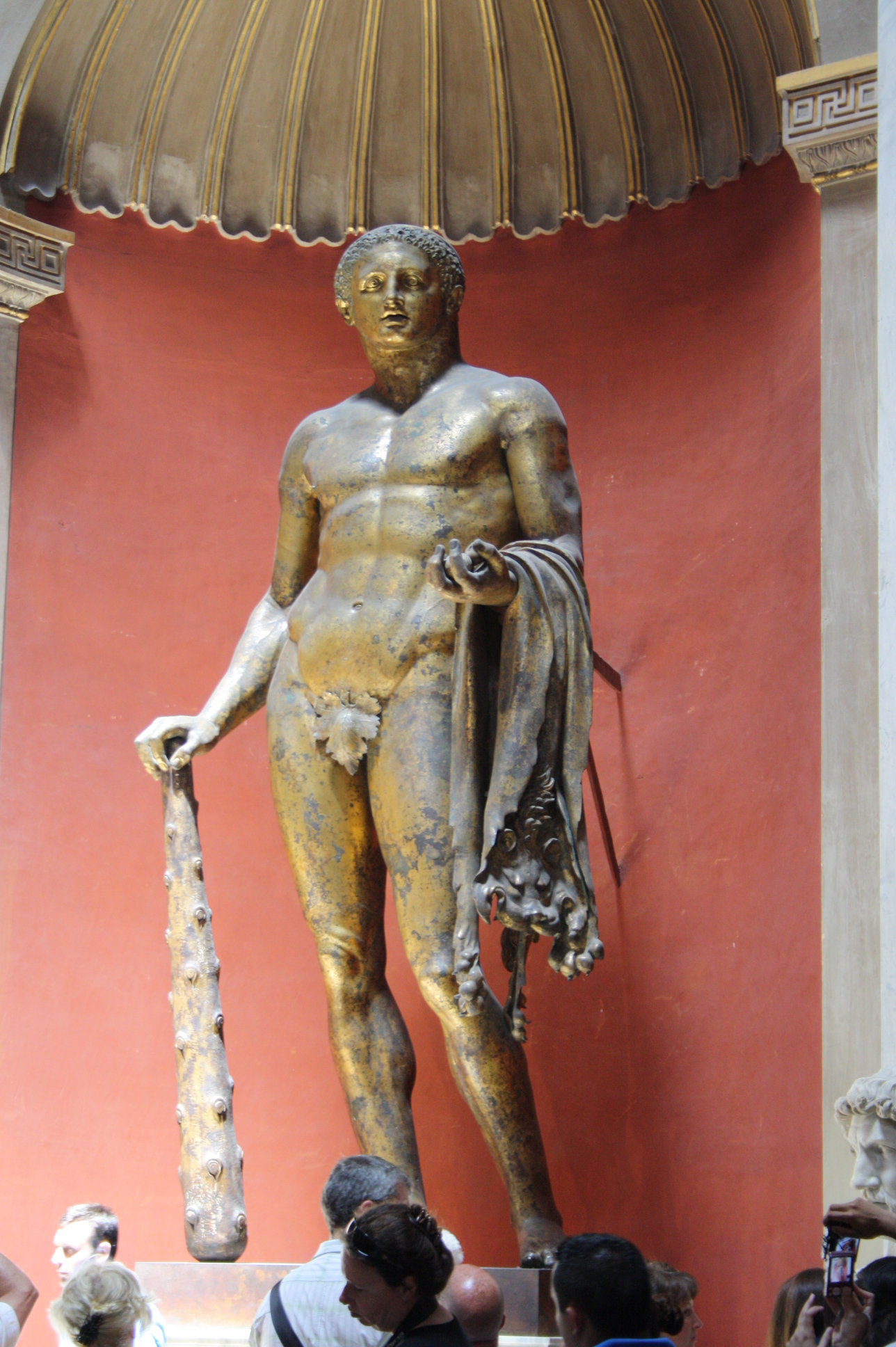
Hércules
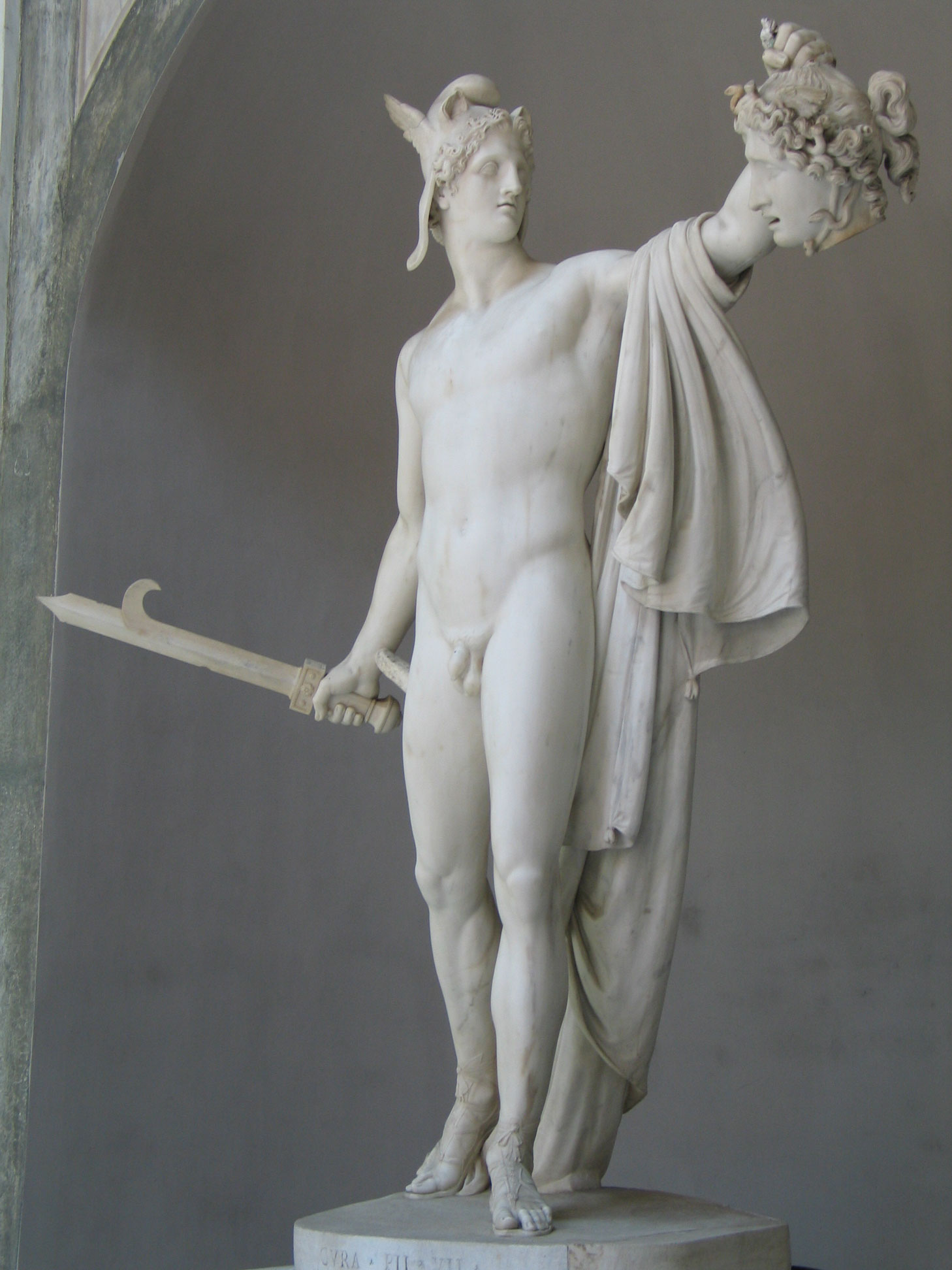
Canova: Perseu com a cabeça da Medusa
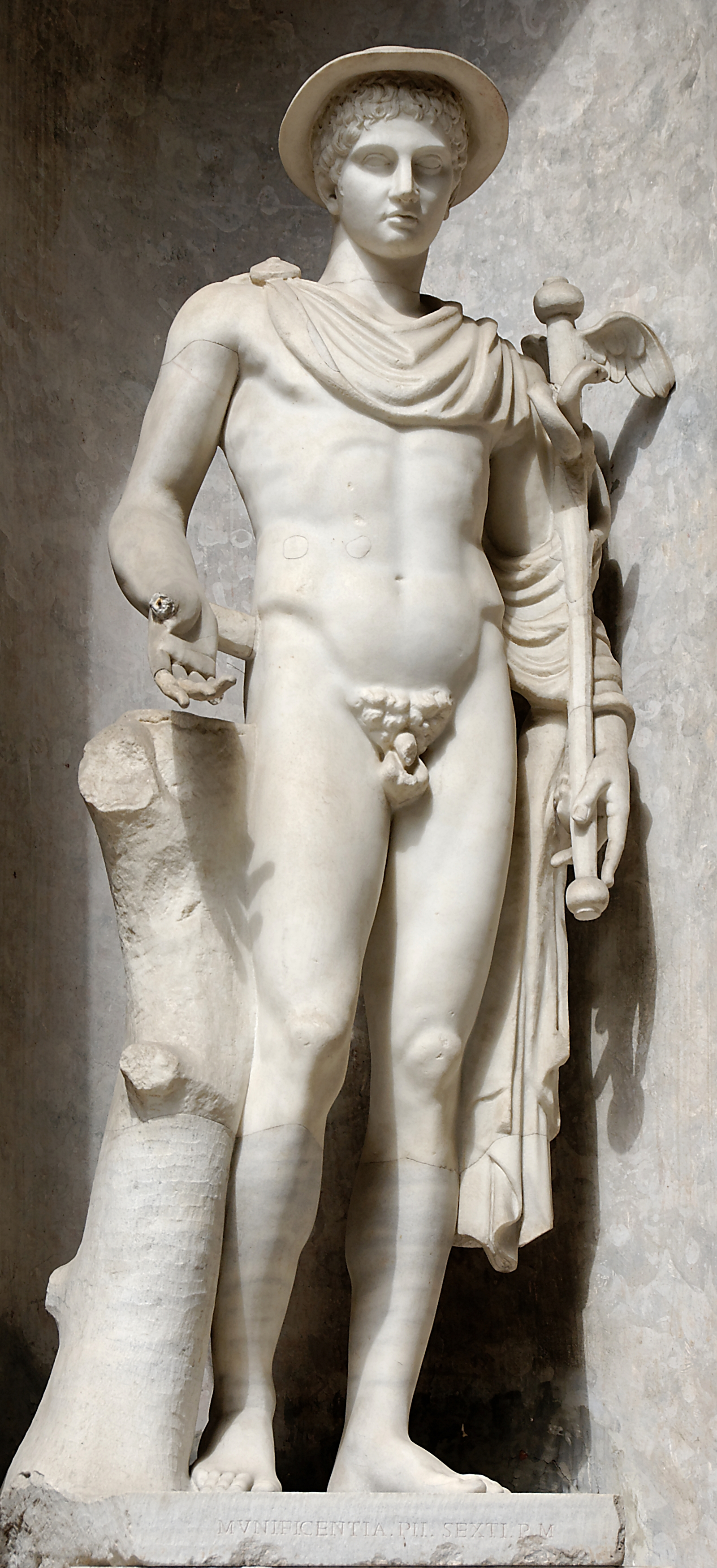
Hermes ingenui
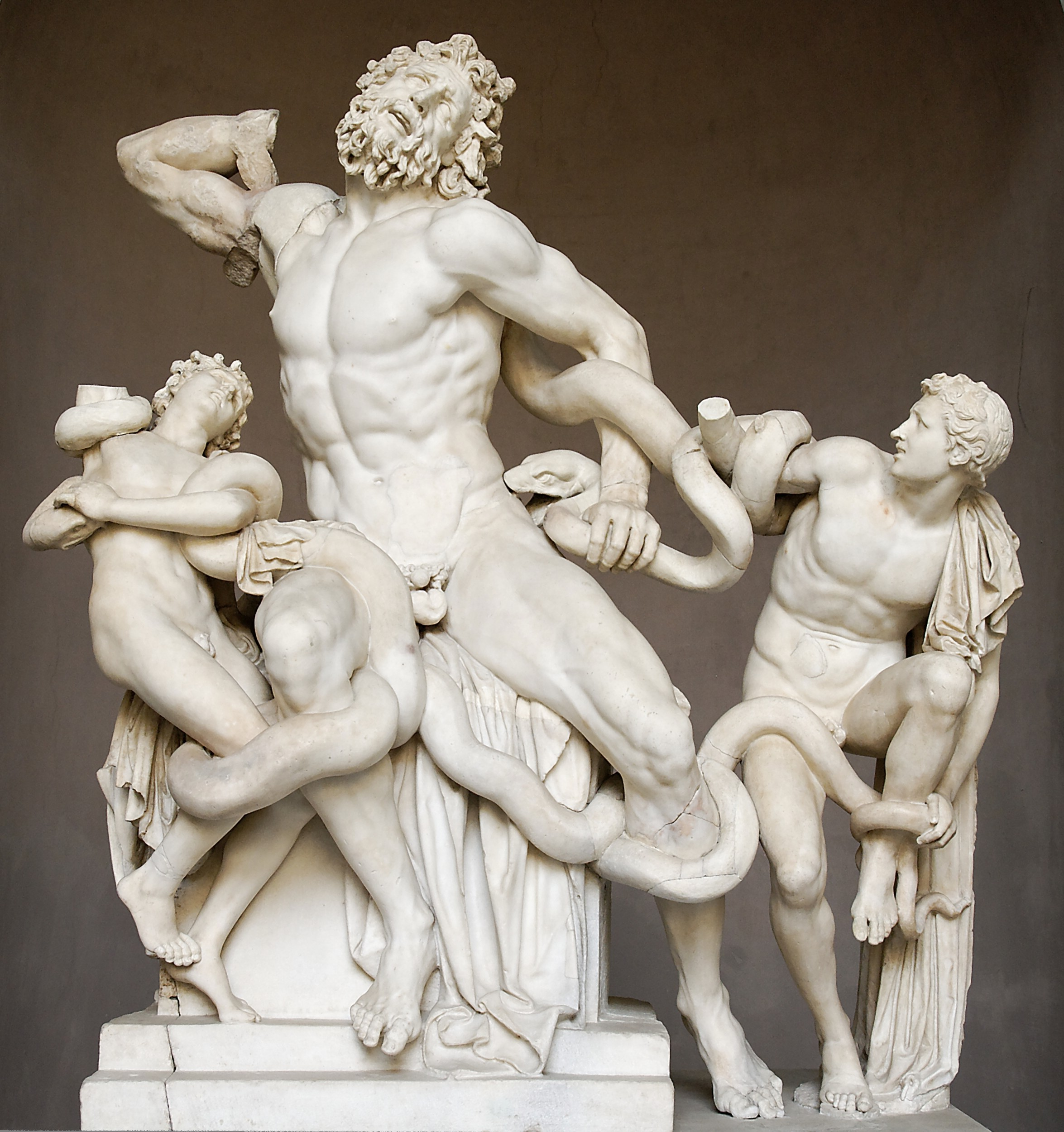
Agesandro, Atenodoro e Polidoro: Grupo de Laocoonte

## Museu Chiaramonti
Recebeu este nome de seu fundador, Pio VII, membro da família Chiaramonti, que organizou a sua coleção de estátuas, frisos e sarcófagos no início do século XIX, com a supervisão de Antonio Canova. Digna de nota é sua extensa coleção de bustos romanos, formando um amplo panorama dos estilos dominantes na retratística da Roma Antiga.
Faz parte deste museu o Braccio Nuovo do Palácio dos Museus Vaticanos, construído por Raffaelle Stern entre 1817 e 1822, com cópias de esculturas gregas e outras romanas, como uma cópia do Doríforo de Policleto, dois pavões de bronze dourado da era Adriana, uma representação antropomórfica do rio Nilo procedente do antigo Templo de Ísis junto ao Panteão. No piso foram instalados mosaicos retirados das ruínas de uma antiga villa romana situada na Via Ardeatina. Colunas da Antiguidade também foram incorporadas à decoração. Dentre suas peças se encontra a famosa estátua Augusto de Prima Porta.
Outra se(c)ção do Museu Chiaramonti é a Galeria Lapidaria, com mais de 5000 inscrições e tabuletas cristãs e pagãs, muitas delas encontradas nas catacumbas de Roma, a maior em seu gênero em todo o mundo, mas é uma coleção fechada para o público e apenas estudiosos a ela têm acesso, através de uma autorização especial.

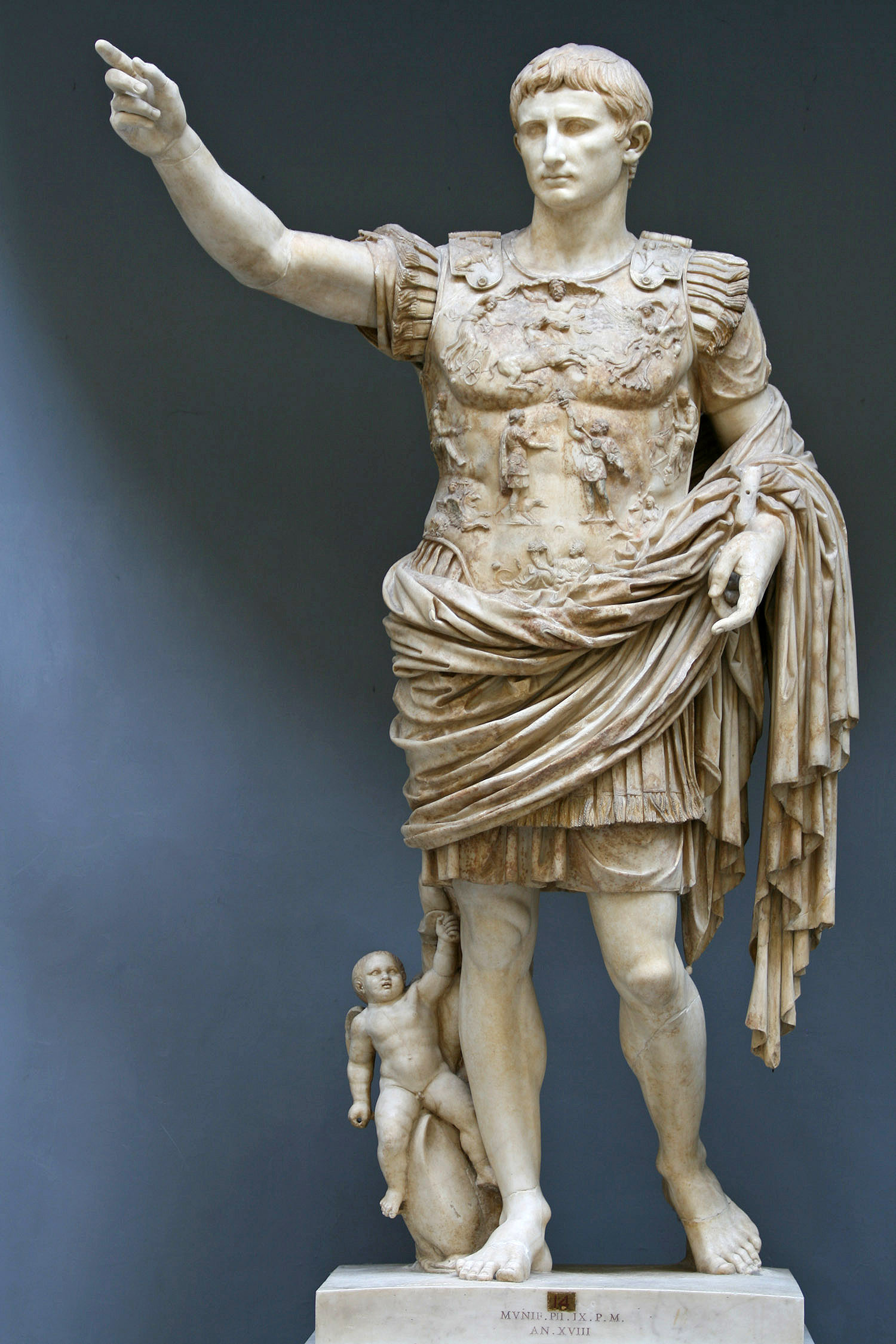
Augusto de Prima Porta
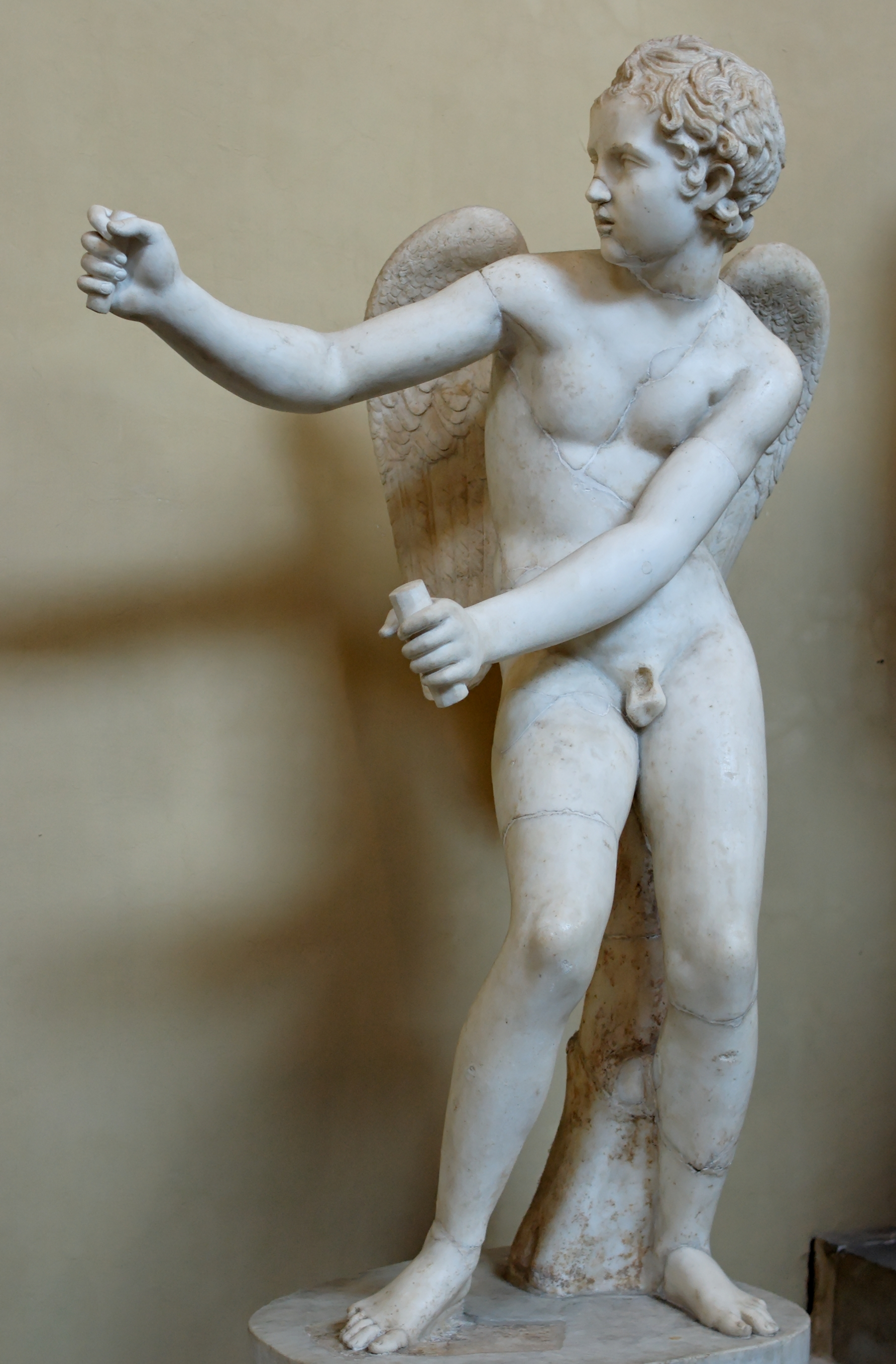
Cópia de Lísipo: Eros encordoando seu arco, Museu Chiaramonti
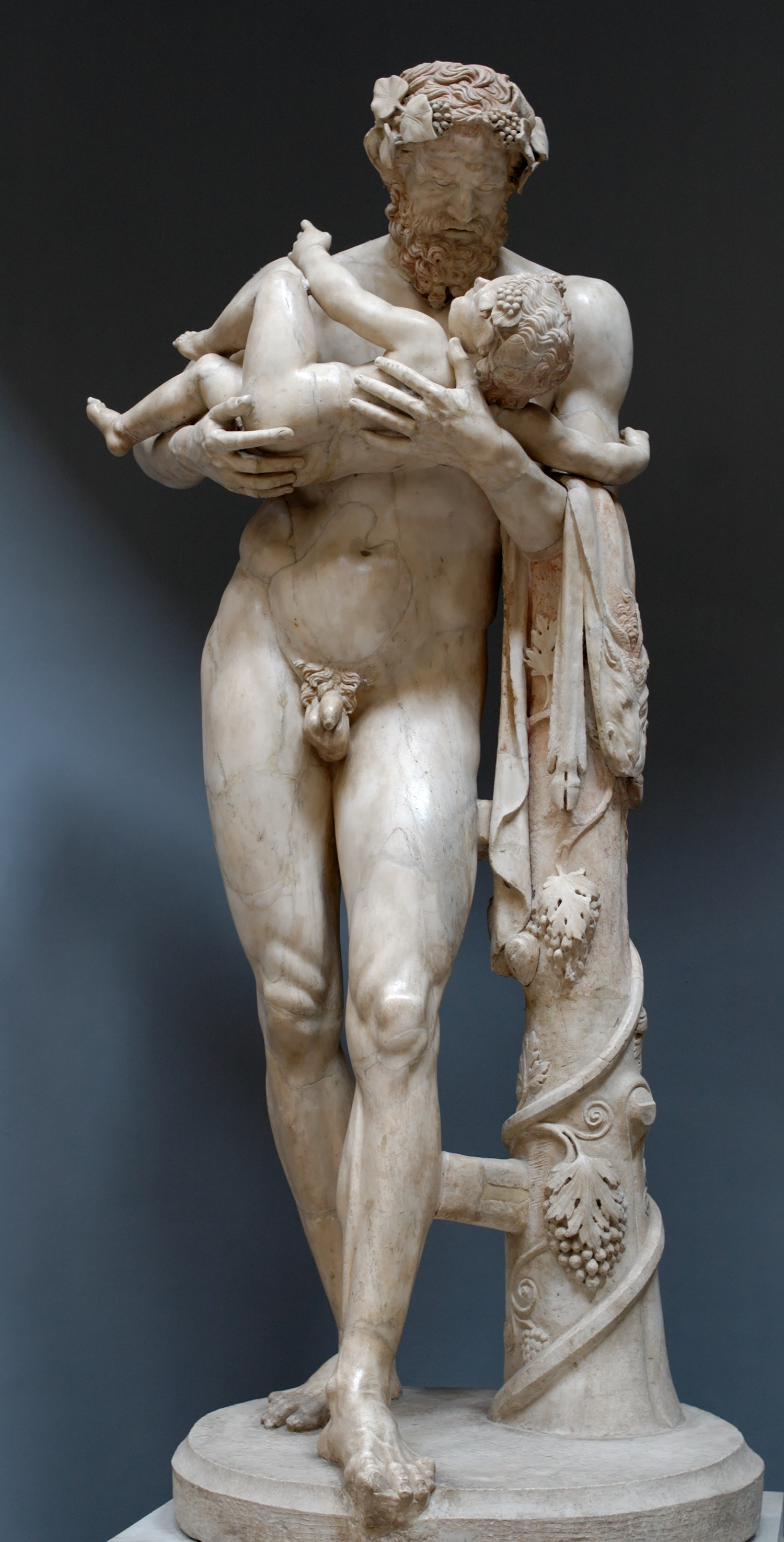
Escola de Lísipo: Sileno com o infante Dionísio
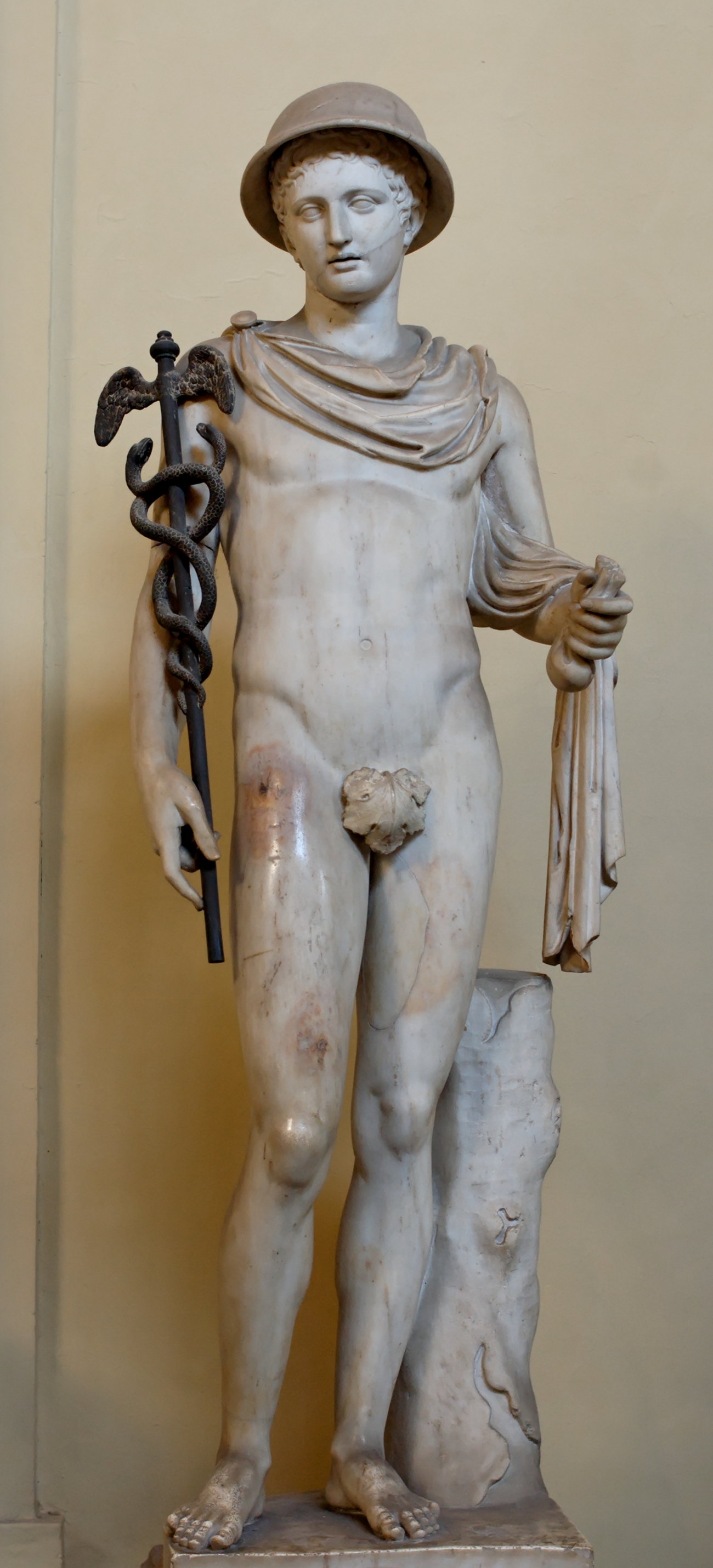
Hermes

## Museu Gregoriano Etrusco
Fundado por Gregório XVI em 1837, para receber peças encontradas em uma série de escavações desenvolvidas a partir de 1828 em antigas cidades da Etrúria que então faziam parte dos Estados Pontifícios. Em 1870, o papado perdeu a soberania sobre a área e a coleção passou a ser ampliada somente através de aquisições, das quais foram de importância superlativa a Coleção Falcioni e a Coleção Giacinto Guglielmi, ou de doações, como a da Coleção Benedetto Guglielmi e a da Coleção Mario Astarita.
Em seu conjunto, o acervo do Museu Etrusco mostra peças datando do século IX ao I a.C., com cerâmicas, bronzes, objetos em ouro e prata. Uma se(c)ção especial é composta de vasos gregos (embora encontrados em necrópoles etruscas) e italiotas (de cidades helenísticas do sul da Itália). Outra se(c)ção do museu é o Antiquarium Romanum, com peças provenientes de Roma e do Lácio, com bronzes, cerâmicas, vidros e elementos de arquitetura. As peças são expostas no antigo Palazzetto de Inocêncio VIII e em outro prédio anexo, ambos com expressiva decoração original de afrescos de Federico Barocci, Taddeo Zuccari, Santi di Tito e Niccolò Circignani.
De suas 22 salas de exposição são especialmente importantes:
- Sala II, com grandes afrescos de Federico Barocci e Federico e Taddeo Zuccari, com cenas da vida de Moisés e Aarão. Além da decoração esta sala abriga o núcleo mais significativo da coleção gregoriana, com peças encontradas na necrópole de Sorbo de Cerveteri.
- Sala IV, com diversos monumentos de vários tipos (sarcófagos, urnas, relevos funerários, esculturas e inscrições), de várias procedências e cobrindo uma período de mais de cinco séculos.
- Salas V e VI, com expressiva coleção de terracotas votivas e uma reconstituição de um recinto sagrado etrusco, com estatuária, altares e oferendas votivas.
- Salas VII e VIII, mostrando a rica reunião de objetos de joalheria etrusca, com sua técnica refinada que não tinha paralelos na Antiguidade. Também mostra peças que já fazem parte do período romano.
- Sala IX, dedicada à exposição da coleção dos Marqueses Guglielmi de Vulcos, que foi em parte comprada e em parte doada. É uma coleção eclética com cerca de 800 itens etruscos e gregos que abrangem um largo intervalo de tempo entre a arcaica cultura de Vilanova e a fase helenística.

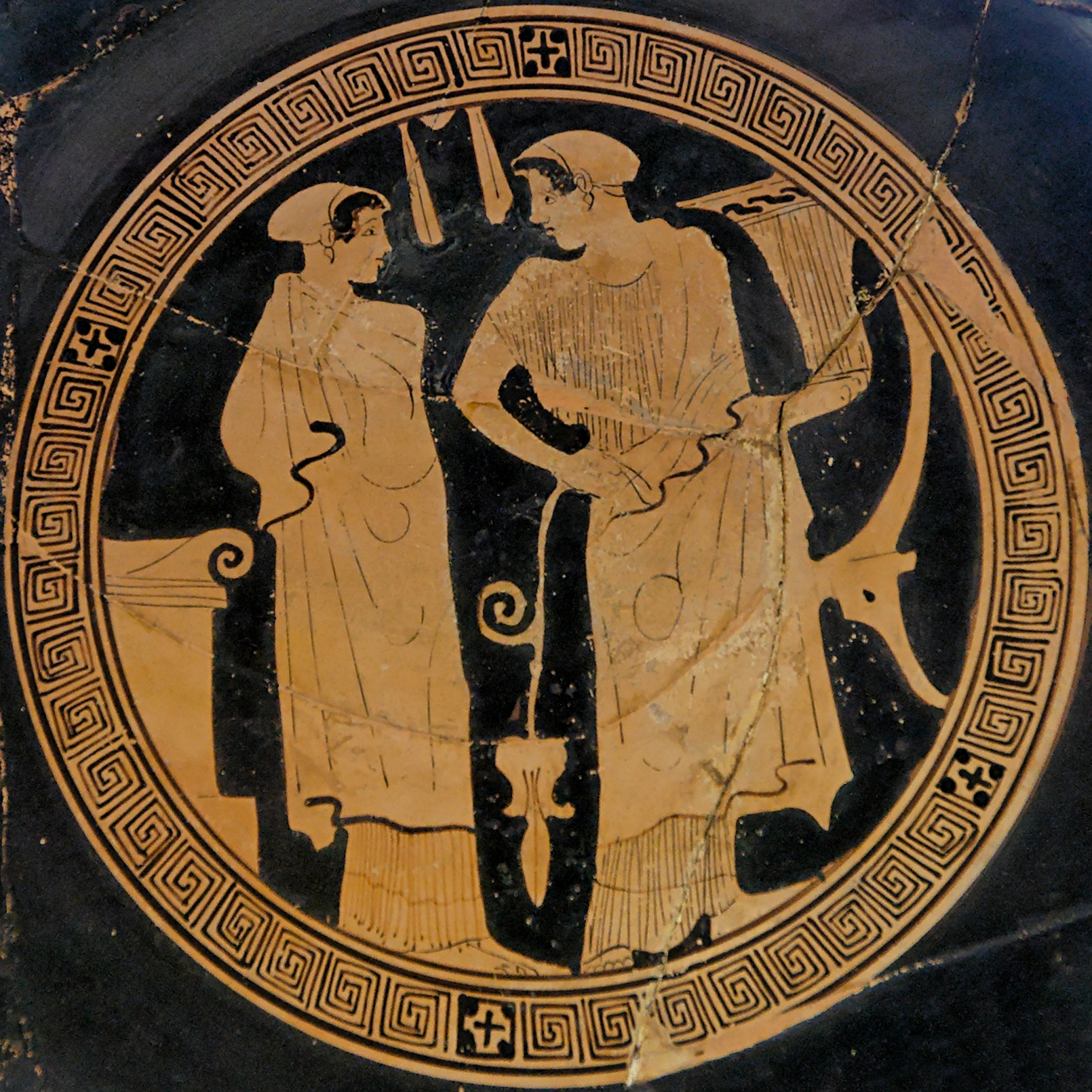
Cerâmica italiota (Vulcos) com cena religiosa, Museu Etrusco

- Sala XII, decorada por Daniele da Volterra e seus discípulos, hoje abriga a Coleção Falcioni, igualmente uma reunião eclética de objetos coletados sem um critério lógico, mas que bem representa o colecionismo do século XIX. Possui uma série de itens valiosos, com peças da cultura de Vilanova, vasos da Ática, cerâmicas, bronzes e diversos outros objetos de joalheria antiga e moderna.
- Sala XIV, dedicada ao Antiquário Romano, uma se(c)ção mais ou menos autônoma que foi formada com a seleção de diversas obras antigamente misturadas às coleções etruscas e italiotas do Museu Etrusco.
- Sala XVI, com antiguidades romanas e uma se(c)ção especial para os achados dentro dos limites do Vaticano, uma área que é povoada desde o período do Império Romano, com uma série de achados de tumbas, incluindo a do apóstolo Pedro.
- Salas XVII e XVIII, abrigando a Coleção de Vasos, também de caráter independente e que inclui uma rica coleção de vasos gregos pintados descobertos durante escavações da Etrúria durante o século XIX, quando este tipo de obra recebeu mais atenção dos especialistas e descobriu-se que esta técnica é de origem grega e não etrusca, como até então se acreditava por força da grande quantidade de peças encontradas em cidades etruscas.
- Sala XXII, com uma reunião de vasos italiotas, produzidos em colônias gregas do sul da Itália e Sicília entre o fim do século V e o IV a.C., com peças da Basilicata, Pesto (Campânia), e Apúlia, e uma se(c)ção comparativa com exemplares etruscos da mesma época.

## Museu Gregoriano Egípcio
Fundado por Gregório XVI em 1839, o museu é dedicado à preservação de um acervo de monumentos e artefa(c)tos do Antigo Egito procedentes de escavações na própria Itália (provavelmente trazidos durante a era imperial) e coleções privadas adquiridas no século XIX. A fundação deste museu deriva do interesse pelo país demonstrado pelo papado, uma vez que a região teve um papel importante na tradição religiosa judaico-cristã. O museu ocupa nove salas, um terraço e uma ala com peças da Mesopotâmia, Síria e Palestina. Dentre elas se destacam:
- Sala I, com estelas e estátuas com inscrições hieroglíficas, dispostas em ordem cronológica. A decoração do ambiente é em estilo egípcio e introduz o visitante à atmosfera antiga daquele país, e as peças em exibição cobrem um período de mais de 25 séculos, desde o Antigo Reinado até a era cristã, com uma grande estátua de Ramessés II no seu trono instalada no centro deste espaço.[7]

- Sala III, uma reconstrução do canopus e do serapeum da Villa Adriana em Tivoli, uma das estruturas arquitetônicas mais interessantes da antiga propriedade imperial, compondo originalmente um quadrilátero a céu aberto decorado com colunas e arcadas em torno de um grande espelho de água, que reconstituía simbolicamente o mar Mediterrâneo e as civilizações em seu entorno, indicadas com estatuária nos respetivos estilos. Na reconstrução estão instaladas diversas estátuas monumentais, como a de Osíris-Ápis nascendo do lótus, quatro exemplares de Osíris-Antínoo e um busto colossal de Ísis-Sótis-Deméter.[8]

- Sala V, ou Hemiciclo, com importante grupo de estatuária monumental, onde se destacam as representações da rainha Tuia, esposa de Seti I e mãe de Ramessés II; a de Ptolomeu II Filadelfo, e a da Rainha Arsínoe II.[9]

- Sala VI, um pequeno espaço com um interessante coleção de pequenos objetos: ex-votos, talismãs, oferendas zoomórficas, objetos litúrgicos, estatuetas de divindades e grupos ilustrando cenas de mitos egípcios.[10]

- Sala VIII, dedicada a material proveniente da Mesopotâmia, Síria e Palestina pré-clássicas trazido por expedições arqueológicas empreendidas por instituições católicas. Mostra tabuletas, cilindros e selos com inscrições cuneiformes, e peças de metalurgia.[11]

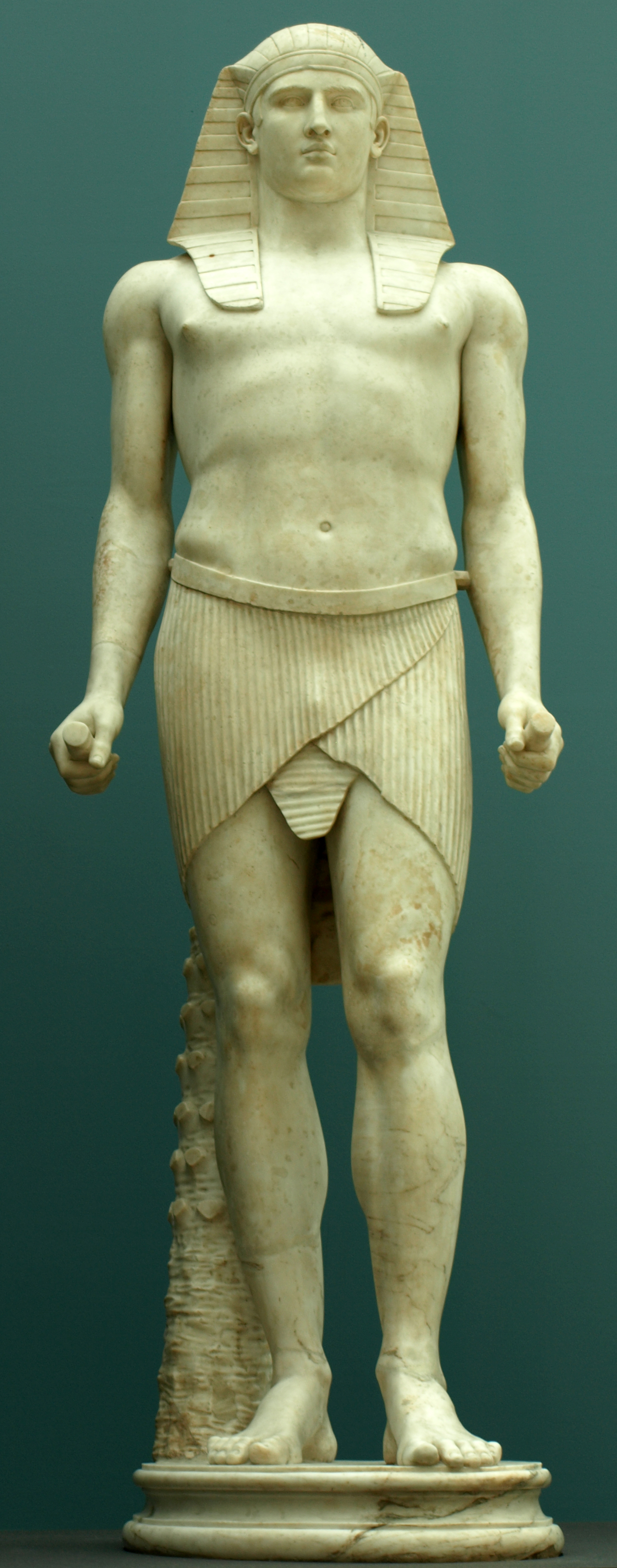
Estátua de Antínoo-Osíris
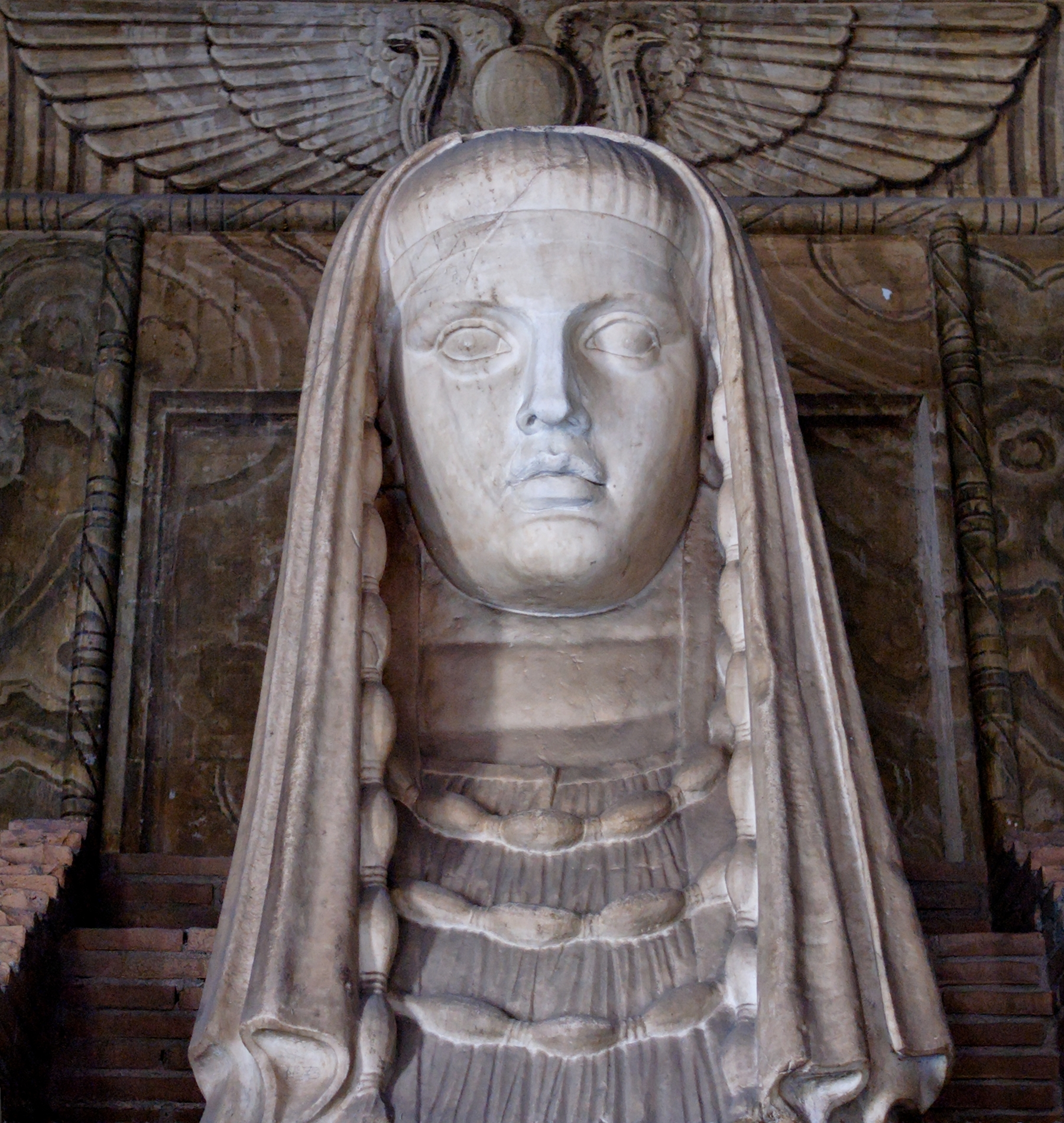
Ísis-Sótis-Deméter
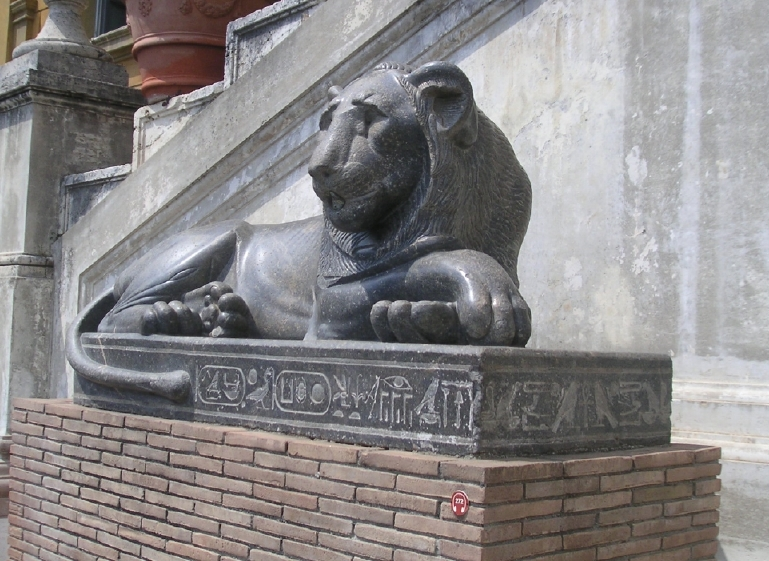
Leão, XXX Dinastia
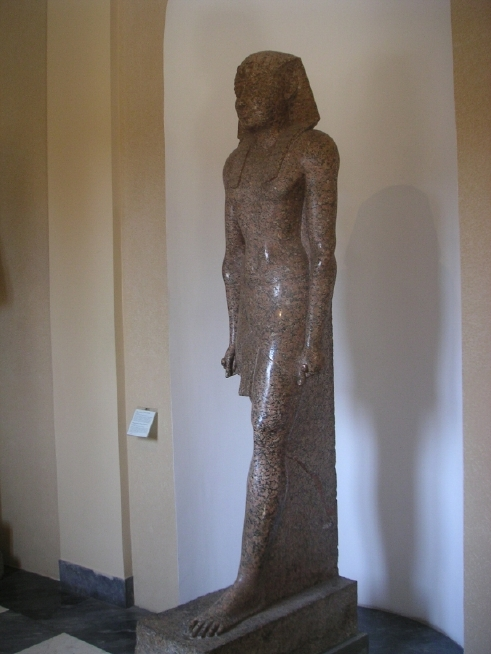
Estátua de Ptolomeu II

## Pinacoteca Vaticana
A ideia de uma galeria especial para o acervo de pinturas, aberta ao público, nasceu em 1817, após a queda de Napoleão, quando um grande número de obras-primas confiscadas pelo francês, retornou ao Vaticano. Contudo, a Pinacoteca Vaticana só foi inaugurada oficialmente em 27 de outubro de 1932 em um prédio especial, projetado por Luca Beltrami a pedido de Pio XI, resolvendo o antigo problema de exposição e armazenagem adequada da coleção de quase 500 peças reunidas pelo papado desde 1790. 
As obras ocupam 18 salas e compreendem um período que vai desde o gótico até o século XIX. Dentre os mestres ali representados estão Giotto, Fra Angelico, Melozzo da Forli, Perugino, Rafael, Leonardo da Vinci, Reni, Ticiano, Veronese, Poussin, Botticelli, Caravaggio e Crespi.

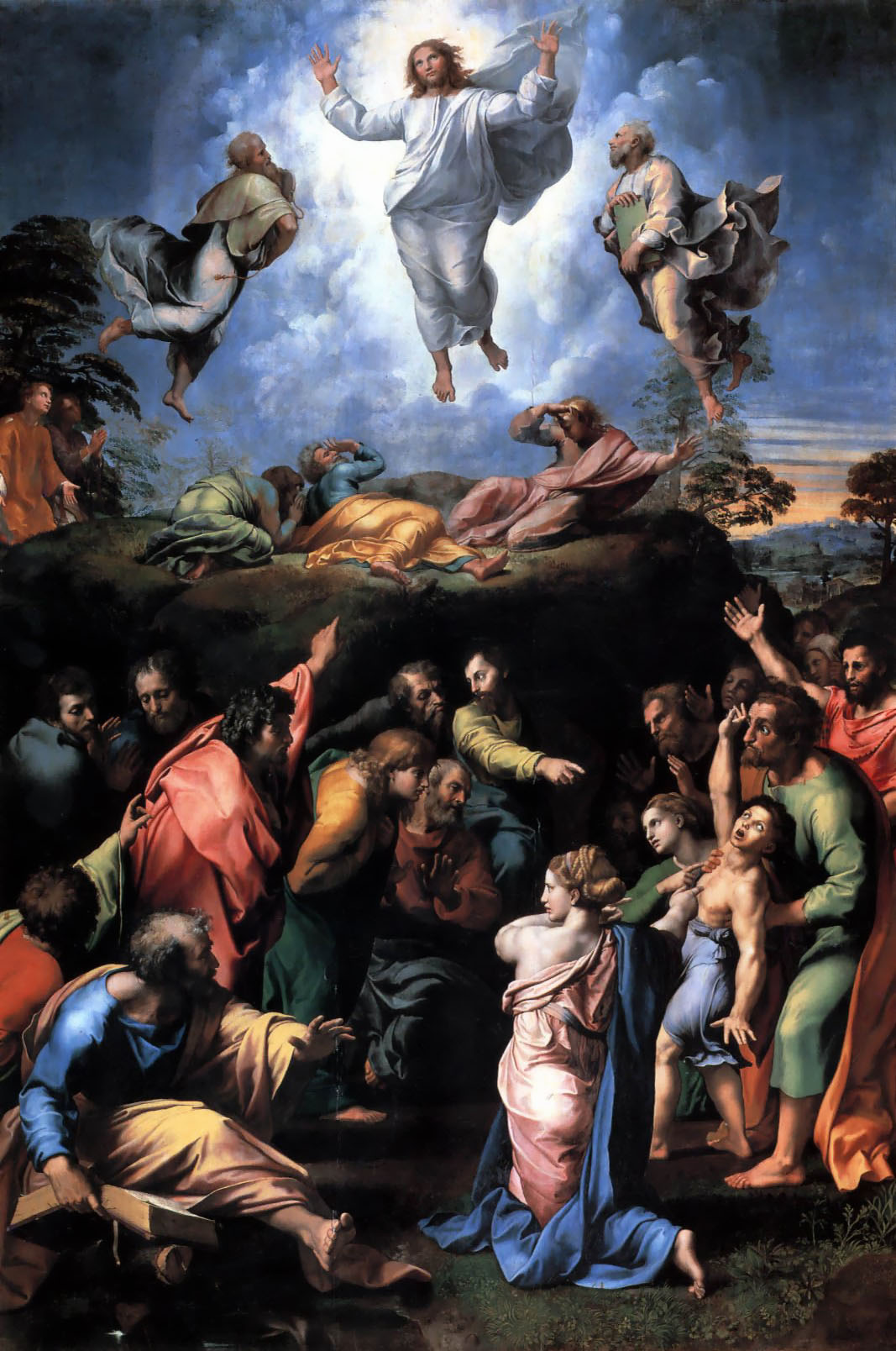
Rafael: A transfiguração de Cristo, 1518-1520
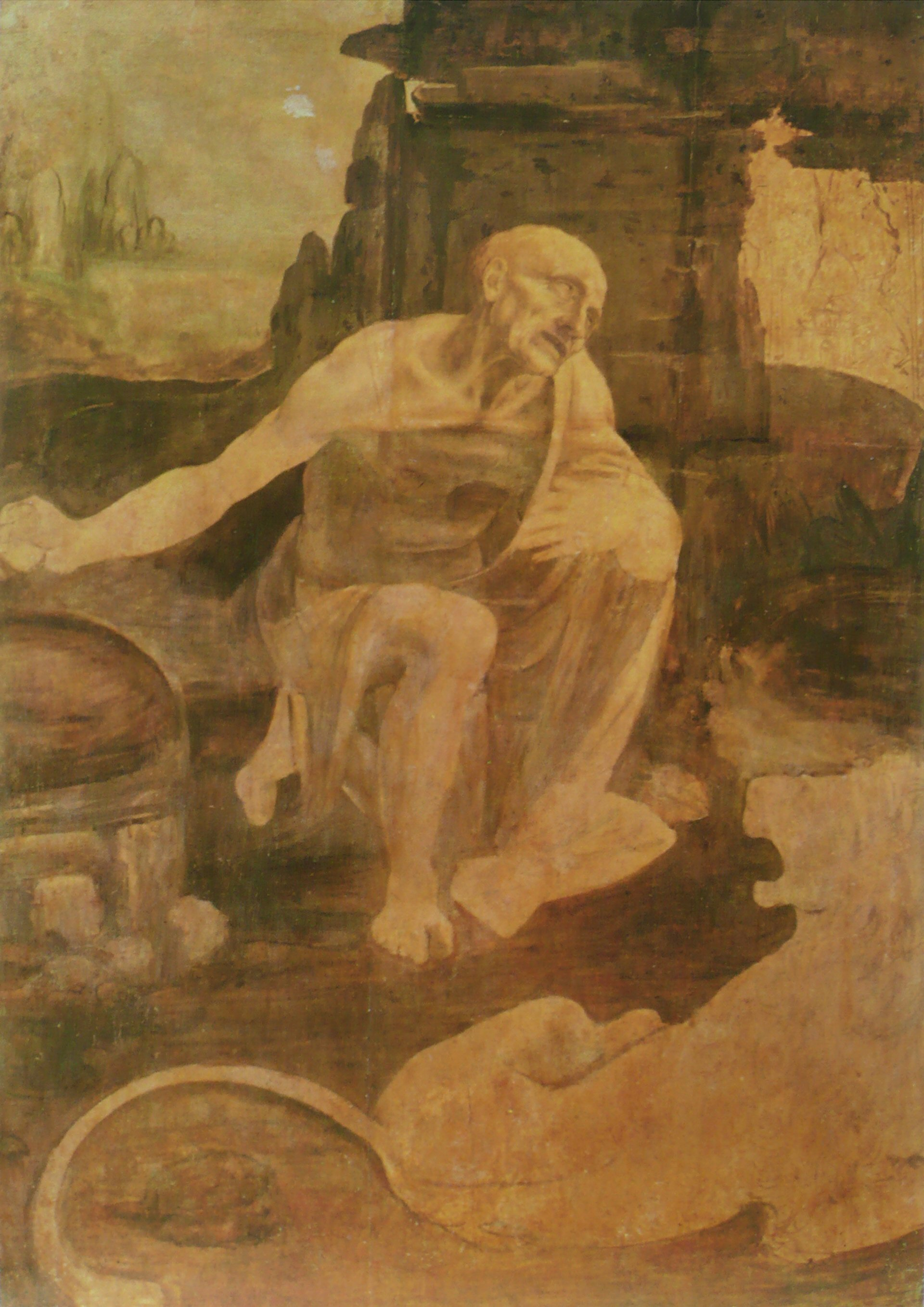
Leonardo da Vinci: São Jerônimo no deserto, c. 1480 (inacabado)
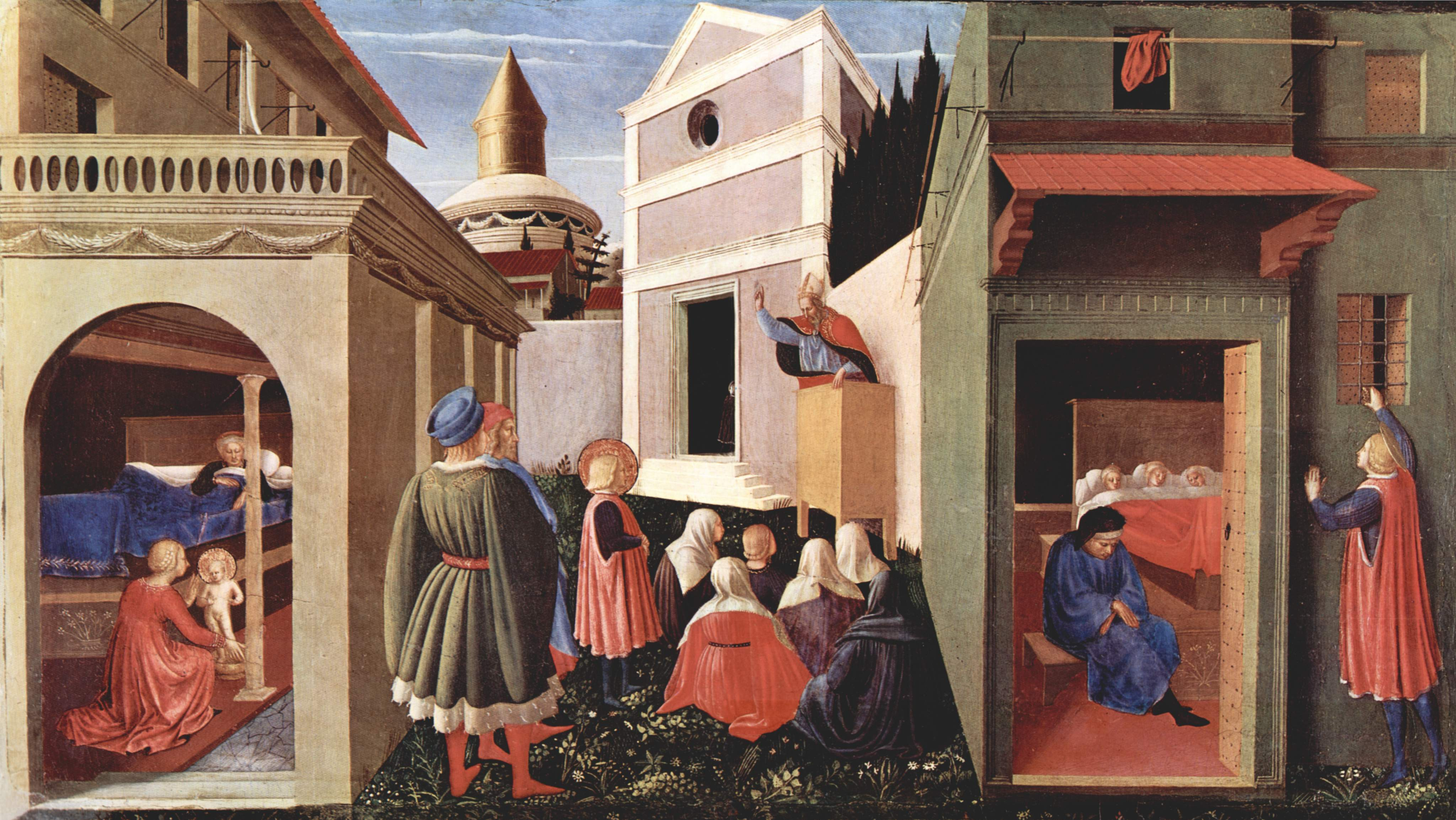
Fra Angelico: Predela do Tríptico de São Domingos c. 1437
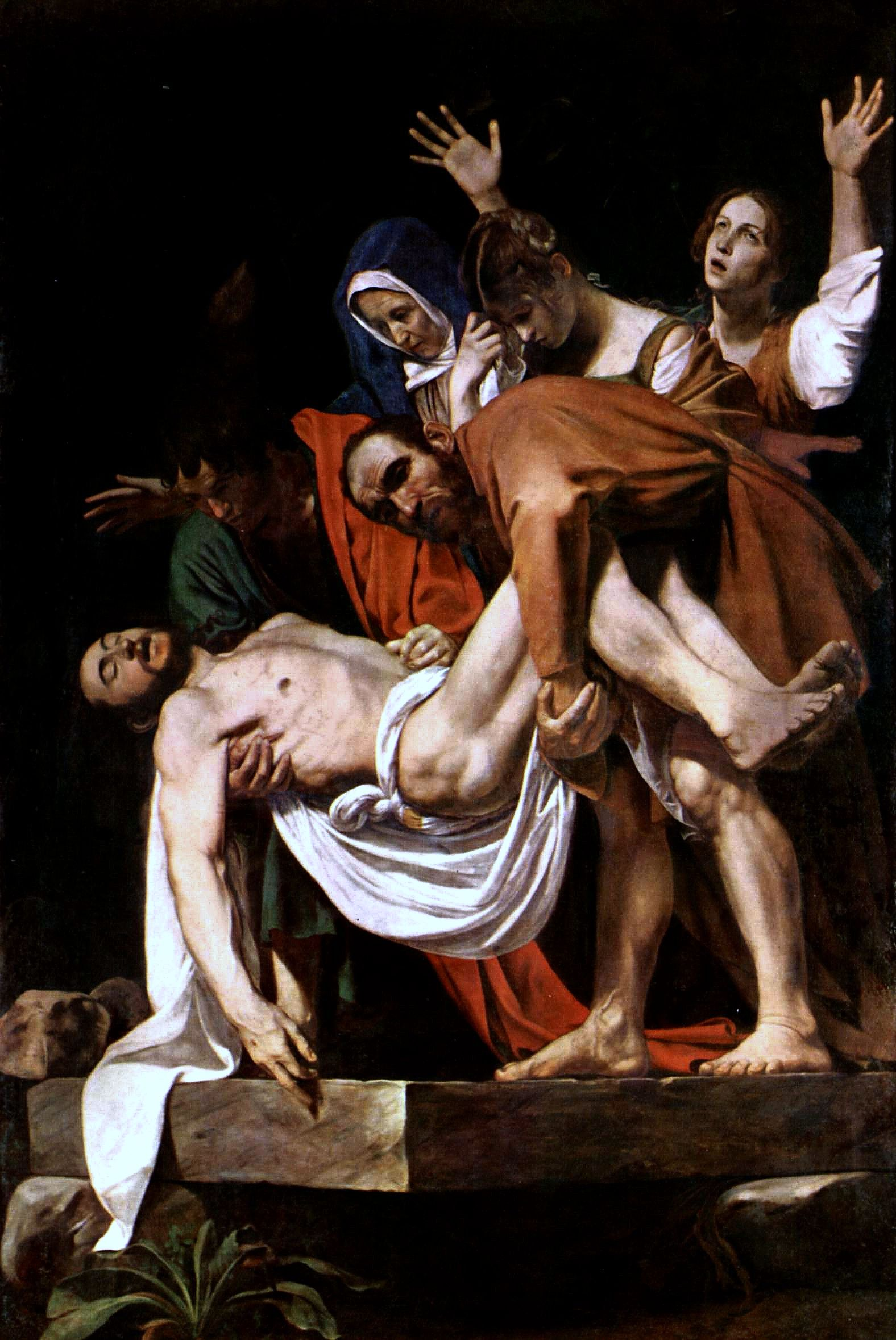
Caravaggio: A Deposição de Cristo, 1602-1604

## Museu Missionário-Etnológico
Fundado por Pio XI em 12 de novembro de 1926 no encerramento da Exposição Missionária Universal daquele ano. Até 1963, estava instalado em Latrão, sendo transferido para sua locação atual no Vaticano em 1973. O núcleo inicial da coleção - cerca de 40 mil peças - foi selecionado entre mais de 100 milhares de propostas de doação oferecidas ao Papa, de missões de todo o mundo e das 400 dioceses representadas na grande mostra. 
Desde então o acervo vem sendo ampliado por novas doações, das quais foram importantes a do Museu Borgiano para a Propagação da Fé, a coleção de numismática chinesa do padre Giuseppe Kuo, os retratos de indígenas esculpidos por Ferdinand Pettrich, a coleção de objetos pré-históricos da Escola Britânica de Arqueologia em Jerusalém, e a rica coleção de objetos cerimoniais reunida pelo padre Kirschbaum em Nova Guiné.
A coleção atual conta com mais de 80 mil itens, organizados em dois grandes grupos: um com objetos ligados às várias religiões do mundo, e outra com obras resultantes da evangelização.

## Museu Gregoriano Profano e Museu Pio-Cristão
O Museu Profano foi fundado em 1844 em Latrão por Gregório XVI com um acervo de estátuas, baixos-relevos e mosaicos da era romana. Em 1854, foi ampliado com a criação do Museu Pio-Cristão, com uma coleção de sarcófagos e estatuária paleocristãos. Mais tarde foram criados novos espaços para receber monumentos provenientes de escavações em Óstia e outros locais. Sob Pio X, foi criado o Lapidário Hebreu, com uma pequena mas expressiva coleção de epígrafes e lápides de cemitérios hebreus de Roma. João XXIII transferiu as obras para sua localização atual dentro do Vaticano.

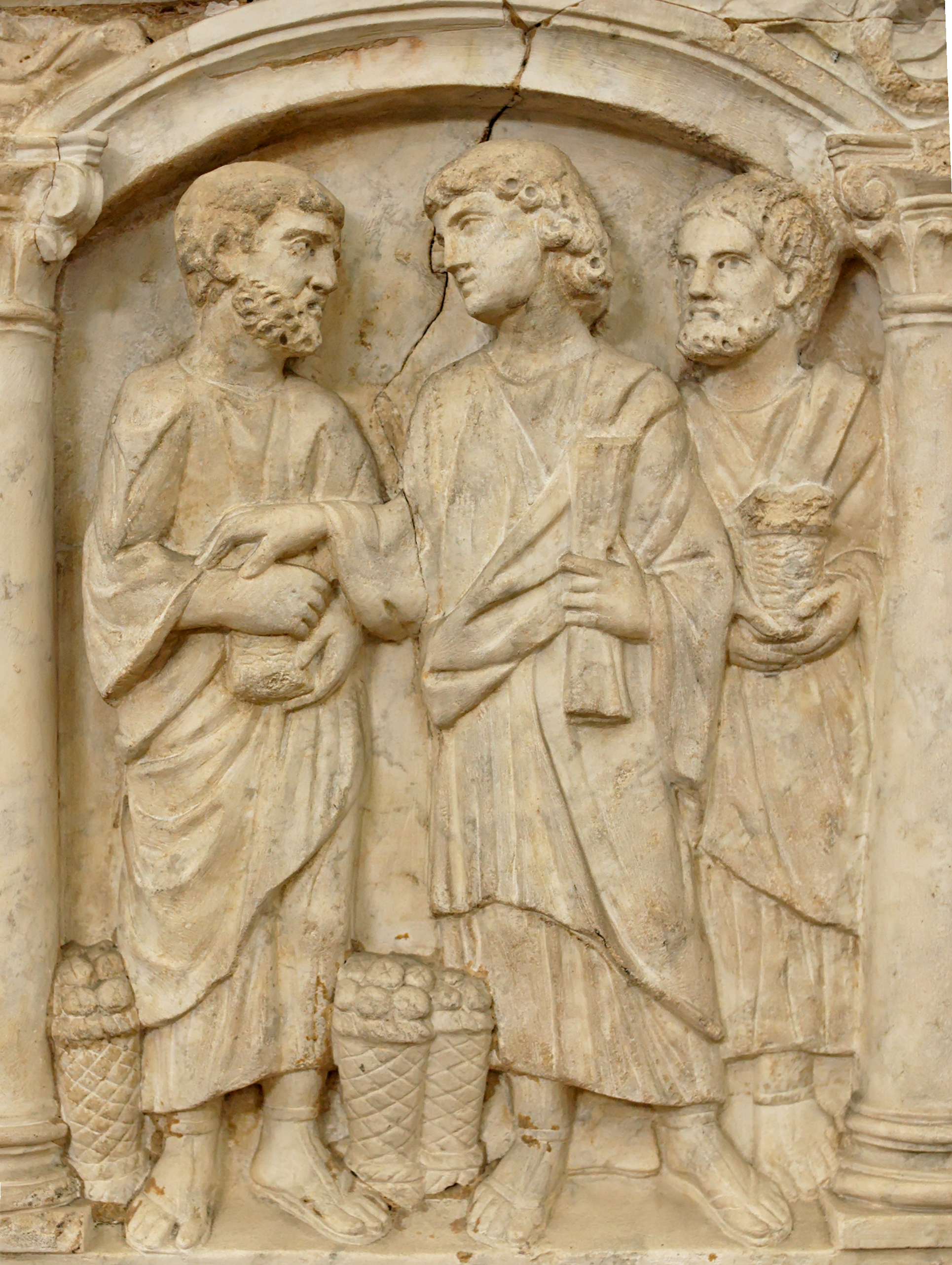
Multiplicação dos pães e dos peixes, c. 350-375
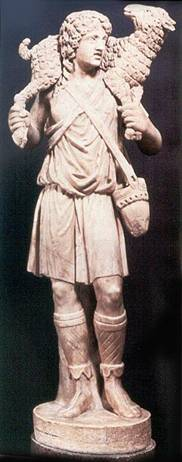
O Bom Pastor, c. 300
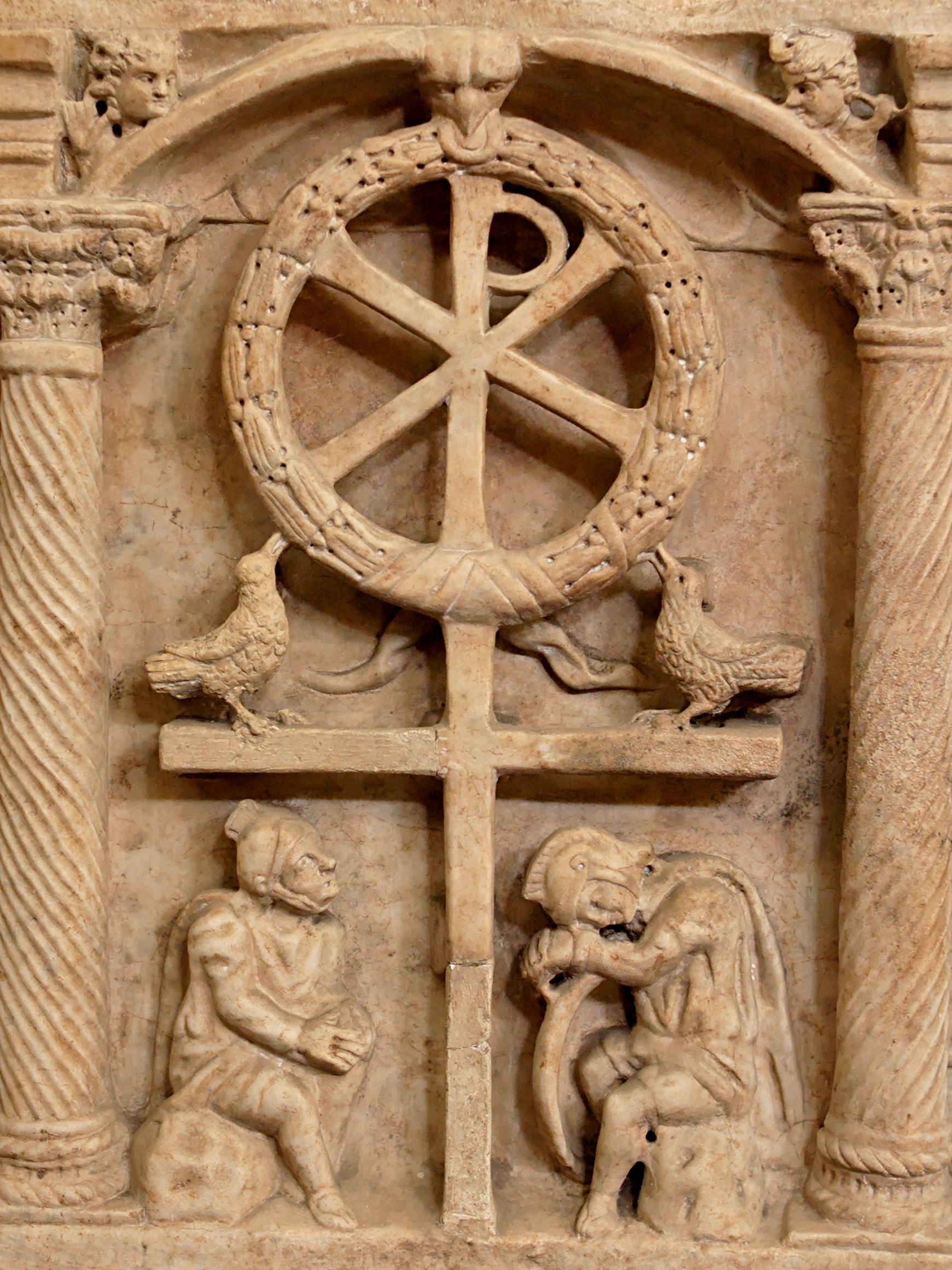
Anástase, c. 350
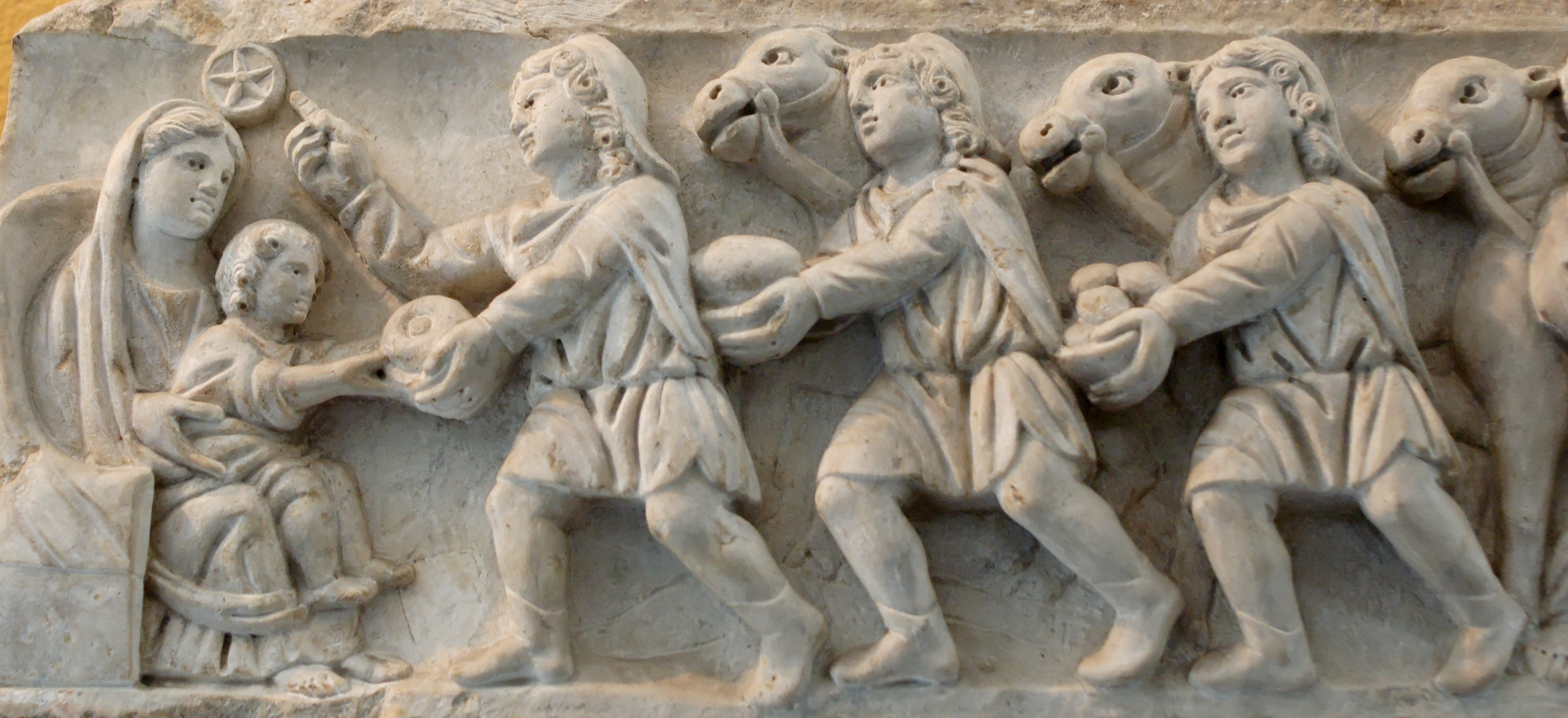
Adoração dos reis magos, século IV

## Coleção de Arte Religiosa Moderna e Contemporânea
Instalada nos antigos aposentos privados do Papa Alexandre VI, conhecidos como os Apartamentos Borgia, com decoração de Pinturicchio. Após sua morte o local foi abandonado e só foi reaberto ao público no século XIX. Hoje serve de sede da coleção de mais de 600 obras em escultura, pintura e gravura de mestres recentes como Klee, Chagall, Kandinsky e Gauguin, coletadas a partir do pontificado de Paulo VI.

## Outros espaços importantes

### Salas de Rafael
As Salas (ou Stanze) de Rafael são um grupo de quatro aposentos decorados entre 1508 e 1524 pelo grande pintor renascentista e seus auxiliares, a pedido do Papa Júlio II.
- A Sala de Constantino era reservada para recepções e cerimônias oficiais, e foi completada somente após a morte de Rafael por seus discípulos, com os desenhos preparatórios deixados por ele. Seu nome deriva de Constantino, que reconheceu o cristianismo e o livrou das perseguições. Os painéis ilustram quatro episódios do triunfo da fé cristã: A Visão da Cruz, a A Batalha da Ponte Mílvia, O Batismo de Constantino e A Doação de Constantino. A decoração é completada por retratos de papas e figuras alegóricas. O teto pintado é obra de Tommaso Laureti.

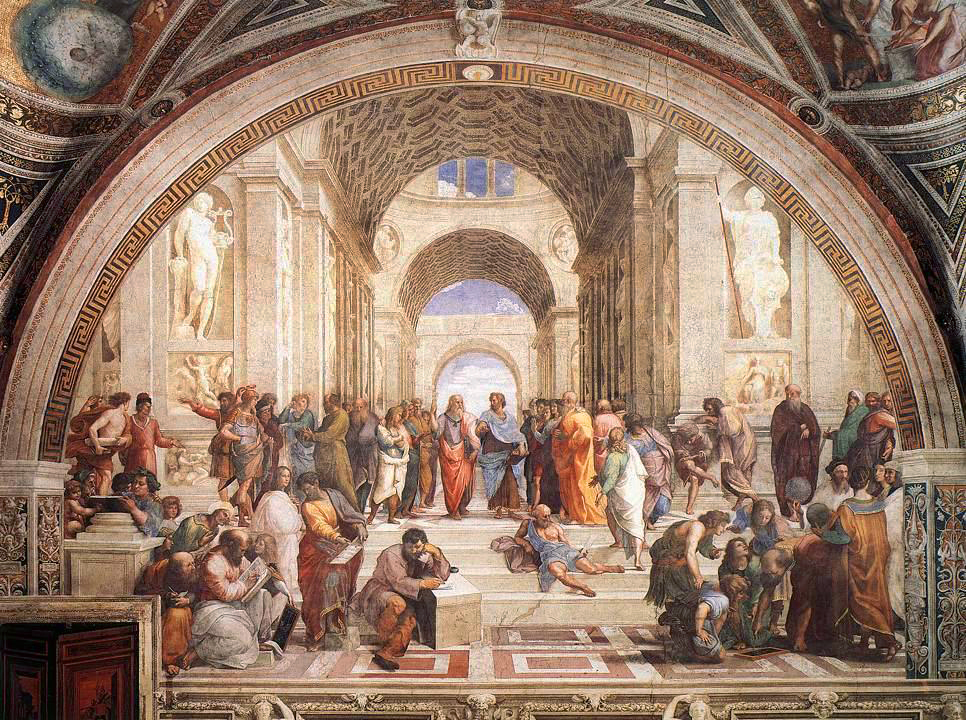
Rafael, A Escola de Atenas, 1509, Stanza della Segnatura

- Sala de Heliodoro, usada antigamente para audiências privadas. A decoração segue um programa político em torno dos movimentos de libertação italiana do domínio francês, e ilustra cenas do Antigo Testamento e da História antiga, com as composições principais da Missa de Bolsena, a Libertação de São Pedro, o Encontro de Leão, o Grande, com Átila, e a Expulsão de Heliodoro do Templo. Cenas secundárias foram pintadas por Luca Signorelli, Bramantino, Lorenzo Lotto e Cesare da Sesto.

- Sala da Segnatura, com os mais famosos afrescos de Rafael, que inauguram a Alta Renascença na Itália: A Disputa do Santíssimo Sacramento, ilustrando a Verdade Sobrenatural, a Escola de Atenas, referindo-se à Verdade Racional, as Virtudes, expressando o Bem, e o Parnaso com Apolo e as Musas representando a Beleza. Esta sala era usada pela mais alta corte pontifícia, a Segnatura Gratiae et Iustitiae, presidida pelo próprio Papa.

- Sala do Fogo no Burgo, usada por Júlio II também para reuniões da Segnatura, sendo decorada por Perugino. Mais tarde Leão X passou a usá-la para suas refeições e foi redecorada por Rafael, ilustrando as aspirações políticas de Leão X através de cenas da vida de dois papas anteriores com o mesmo nome: Leão III (A coroação de Carlos Magno e A justificação de Leão III) e Leão IV (Fogo no Burgo e a Batalha de Óstia), mas em todas as cenas o retrato do papa é o de Leão X.

### Capela Sistina
A Capela Sistina é uma capela do Palácio Apostólico, residência oficial do papa. Foi erguida entre 1475 e 1483, durante o pontificado de Sisto IV. De arquitetura despretensiosa, a capela é, contudo, um relicário para um mundialmente famoso conjunto de afrescos, executados por Michelangelo no teto e na parede do altar, e mestres como Perugino, Botticelli, Ghirlandaio, Signorelli, Pinturicchio, Piero di Cosimo e outros mais nas paredes laterais, representando diversas cenas bíblicas. A cena do Juízo Final, de Michelangelo, é um dos maiores marcos da arte maneirista e de toda a pintura ocidental.

### Galeria dos Candelabros
Construída em 1761, era antigamente uma galeria aberta, que foi fechada no final do século e recebeu decoração de afrescos no século XIX. Ali se expõem finas obras de estatuária romana da época helenística, mosaicos e uma série de grandes candelabros vindos de Otricoli.

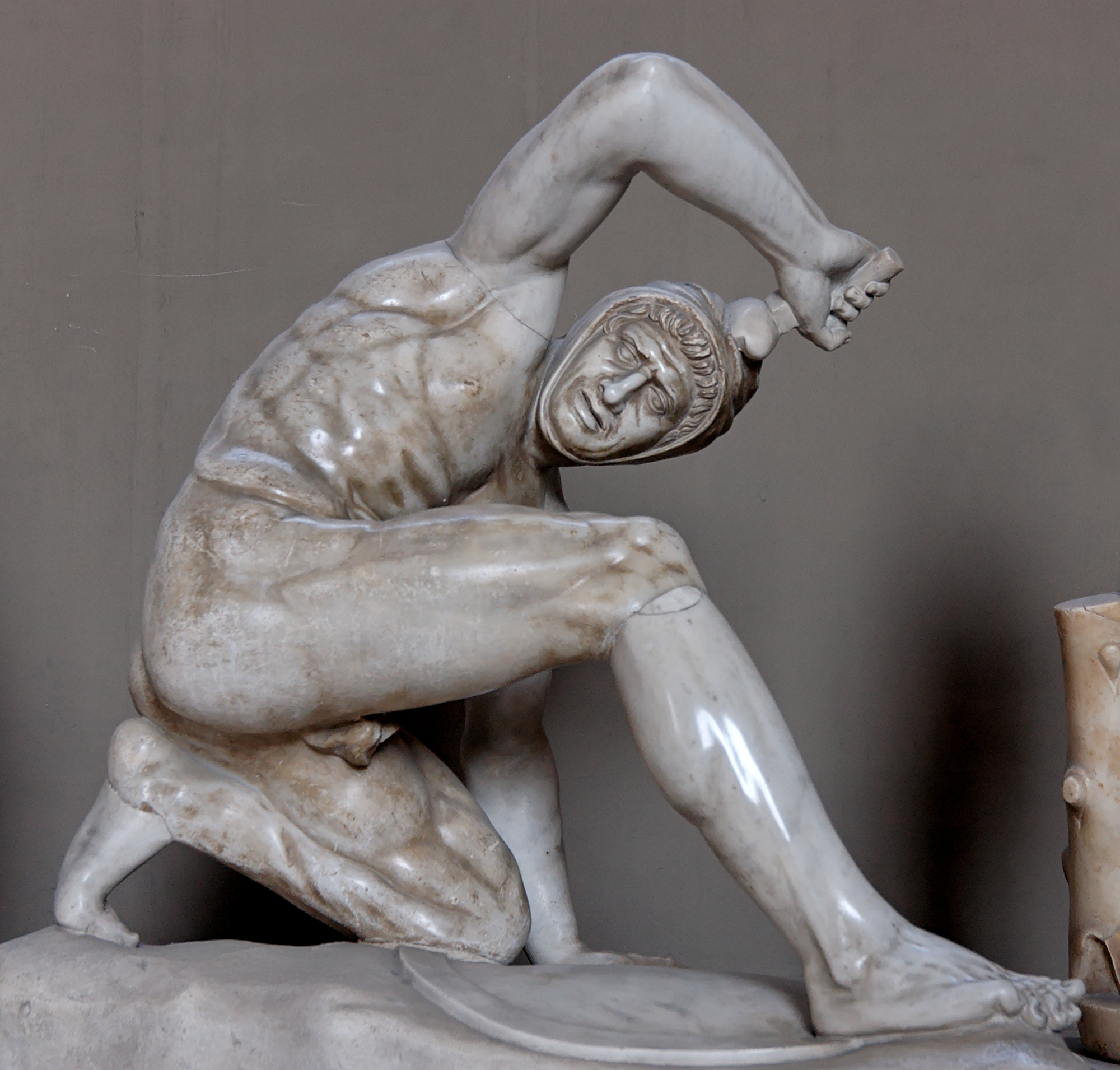
Soldado persa, pergameno, século II a.C.
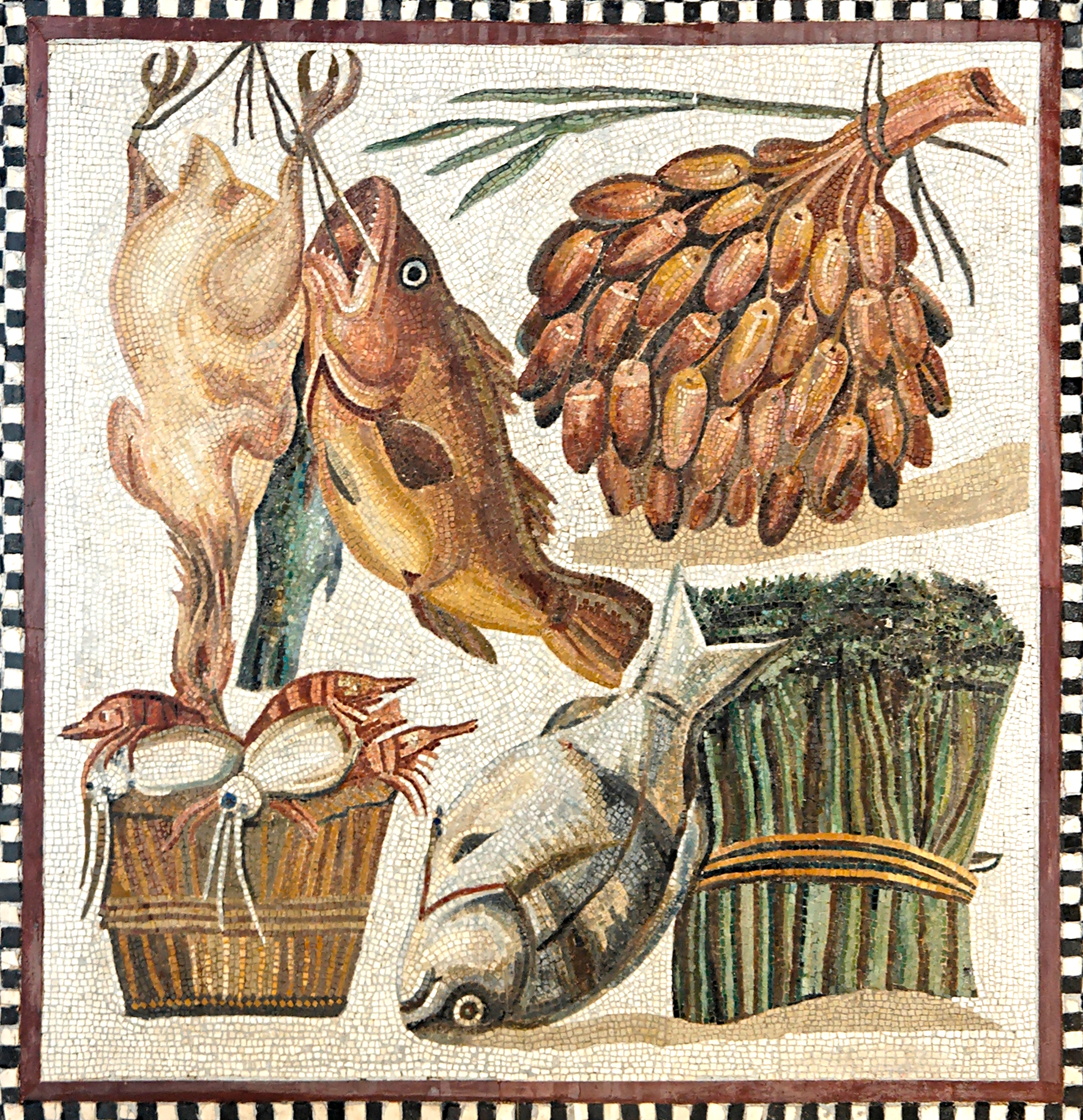
Mosaico romano, século II a.C.
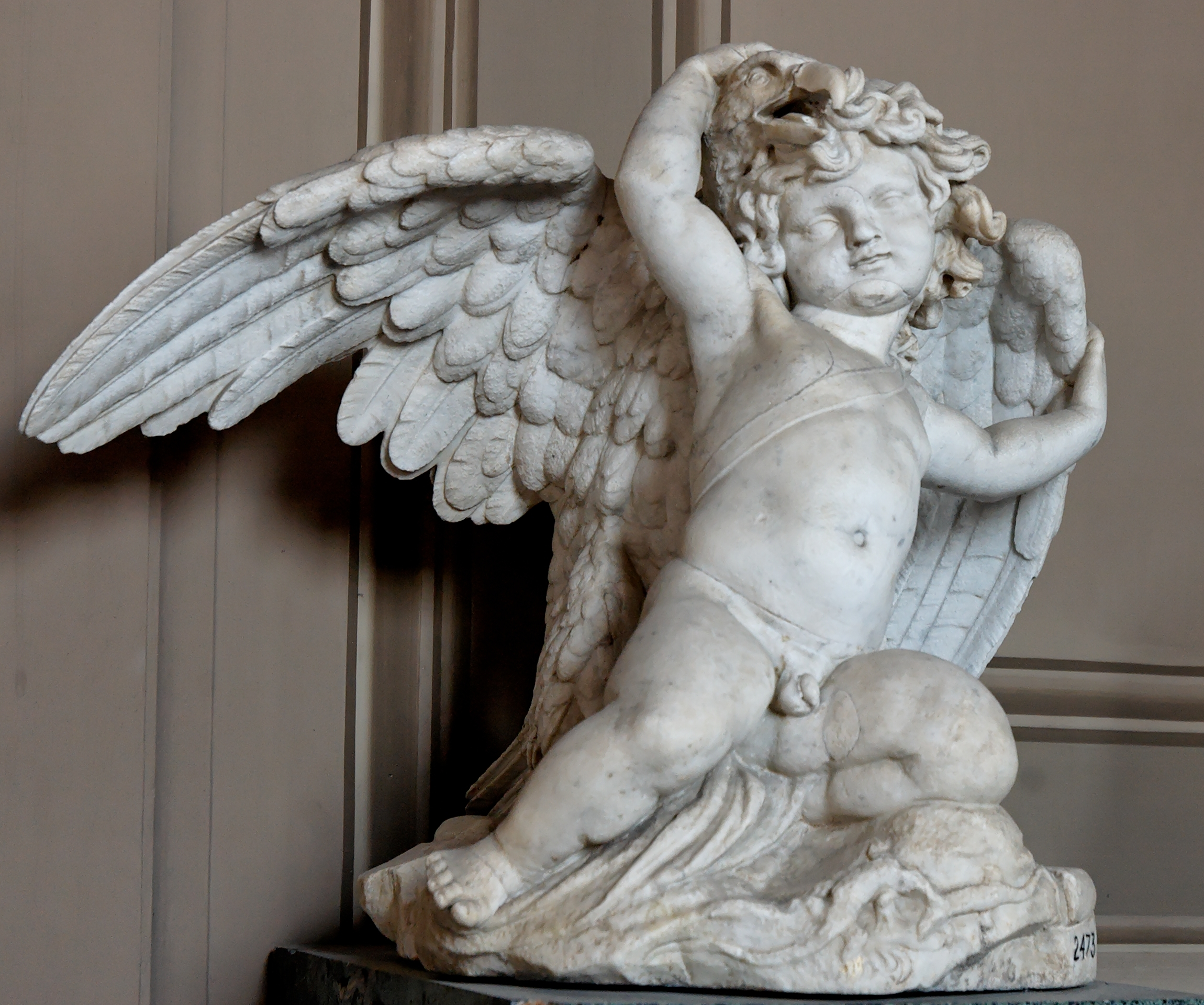
Ganimedes, helenístico
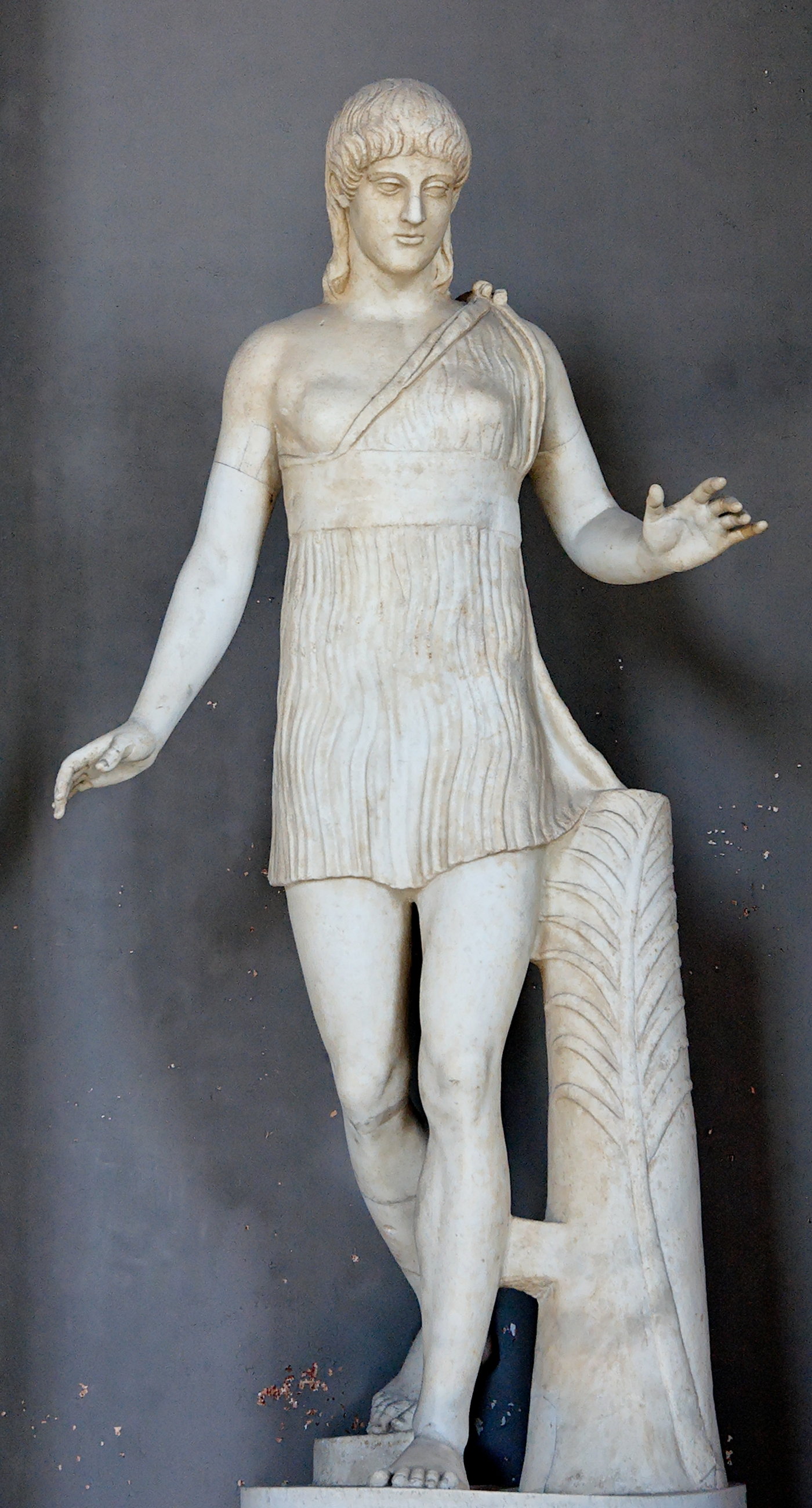
Pasíteles: Atalanta, século I a.C.

### Galeria dos Mapas
Com uma série de 40 mapas monumentais pintados em afresco nas paredes, realizados a partir de desenhos de Ignazio Danti, representando as possessões da Igreja no pontificado de Gregório XIII, e um teto em abóbada de berço ricamente decorado em estilo renascentista. 

### Sala da Biga
Um ambiente com decoração setecentista, onde estão expostas importantes obras de estatuária, como uma monumental biga em mármore do século I, restaurada no século XVIII, e uma cópia do Discóbolo de Míron.

### Nova entrada
Inaugurada em 2000, é um espaço de arquitetura contemporânea arrojada que oferece vários serviços: segurança, vestiário, central de informações e visitas guiadas, loja, berçário e posto de pronto-socorro, além de salas para exposições especiais e eventos diversos. Várias obras de arte são expostas neste ambiente, como um grande mosaico policromo do século I, uma escultura moderna de Giuliano Vangi e as monumentais portas de bronze da entrada.